# Curtiss P-40
Il Curtiss P-40 era un monoplano monomotore monoposto di fabbricazione statunitense che nella prima metà degli anni quaranta fu impiegato dagli alleati come aereo da caccia o cacciabombardiere in molti dei teatri in cui si combatté la seconda guerra mondiale. Prodotto dalla Curtiss-Wright di Buffalo (New York), come versione con motore lineare del precedente Curtiss P-36 Hawk, non fu mai un aereo eccezionale (a causa soprattutto del motore, poco potente ad alta quota); tuttavia fu ugualmente costruito in un gran numero di esemplari, e la notevole robustezza (unita all'ampia disponibilità fin dai primi mesi successivi all'entrata in guerra degli USA) ne fece uno dei caccia più importanti per l'aviazione americana tra il 1941 e l'estate del 1943.
Le versioni in dotazione alle forze armate statunitensi (USAAC e, in seguito, USAAF) erano conosciute come Hawk 81 (fino al P-40E) o Warhawk (dal P-40F in poi), mentre quelle consegnate ai paesi del Commonwealth in base agli accordi Lend-Lease ("affitti e prestiti") erano conosciute come Tomahawk (equivalenti alle versioni P-40A, B e C) o Kittyhawk (equivalenti alle versioni P-40D e successive).

## Storia del progetto
Nella seconda metà degli anni trenta, in Europa, sia i britannici sia i tedeschi ritennero che vi fosse una certa superiorità dei motori in linea negli aerei da caccia, nei quali era importante ridurre al massimo la resistenza aerodinamica – per esempio eliminando l'ingombro frontale di un motore radiale, anche a costo di aumentare la complessità tecnica e logistica e diminuire la robustezza; fattori, questi ultimi, che invece erano sempre stati privilegiati dalle forze armate americane (e che rimasero centrali per la US Navy). Influenzati dalle convinzioni dei costruttori europei, nel luglio 1937 i comandi delle forze armate americane chiesero alla ditta Curtiss-Wright di sviluppare una variante con motore in linea del Curtiss P-36 Hawk. Quest'ultimo, dotato di un motore stellare Wright, era un caccia relativamente moderno, essendo stato (insieme al Seversky P-35) uno dei primi monoplani interamente metallici dotati di un carrello retrattile e di un abitacolo chiuso, ma già alla fine degli anni trenta iniziava ad essere superato in prestazioni di volo.

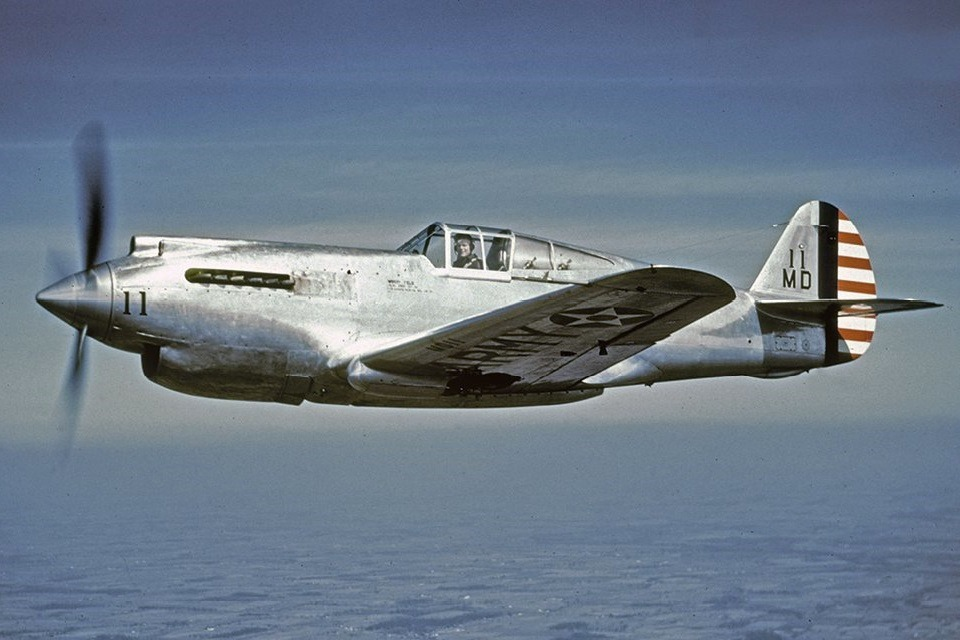
Il prototipo XP-40 nel corso dei collaudi dell'USAAC.

Il 14 ottobre 1938 il prototipo XP-40 (designato Hawk 81 dalla casa costruttrice) compì il suo primo volo, risultato dell'installazione sul decimo P-36 di serie (numero 30-18) di un motore a V Allison V-1710-19. Le prove di collaudo e i test di valutazione furono superati senza intoppi; il prototipo nel frattempo subì modifiche abbastanza rilevanti. Nell'aprile 1939 l'United States Army Air Corps (l'aviazione dell'esercito statunitense) ordinò 524 esemplari del nuovo caccia: tra le caratteristiche del P-40 che portarono l'USAAC ad accettarlo così entusiasticamente c'erano le buone doti di velocità a bassa quota, il prezzo contenuto e la prospettiva di consegne rapide (questi ultimi due fattori erano dovuti al fatto che la produzione del P-36 era già avviata e facilmente convertibile al nuovo modello). Inoltre, poiché l'USAAC intendeva impiegare il P-40 prevalentemente come aereo da appoggio tattico a bassa quota, la scarsa potenza del motore ad alta quota non costituiva un problema.
Nell'evoluzione dell'aereo, e in particolare nel passaggio da un prototipo disarmato e privo di corazzature a un vero aereo da combattimento, il peso subì cospicui aumenti che penalizzarono ulteriormente le prestazioni. La prima serie di P-40, armata di due mitragliatrici da 12,7 mm e di due da 7,62, aveva un peso massimo di poco superiore alle tre tonnellate e toccava i 574 km/h; la versione definitiva, designata P-40N, aveva sei mitragliatrici da 12,7 mm ma poteva arrivare a pesare oltre cinque tonnellate e aveva una velocità massima di 552 km/h.

## Tecnica

### Struttura, fusoliera e ali
Il Curtiss P-40 era un monoplano ad ala bassa interamente metallico, caratterizzato da un'architettura convenzionale, tipica della maggior parte dei caccia monomotori monoposto della seconda guerra mondiale. Le due semiali che componevano l'ala erano unite in corrispondenza dell'asse dell'aeroplano, e il loro dorso costituiva il pavimento dell'abitacolo. La struttura dell'ala era molto robusta, basata su cinque longheroni (travi disposte parallelamente all'apertura) rinforzati e collegati tra loro da solette, centine e correntini in lega leggera. Le lamiere di rivestimento erano vincolate alla struttura da chiodi a testa annegata. Le semiali avevano una forma in pianta sostanzialmente trapezoidale, con le estremità arrotondate; il bordo d'attacco aveva una leggera freccia all'indietro, mentre il bordo d'uscita era occupato per tutta la sua lunghezza dagli ipersostentatori a spacco e dagli alettoni (rivestiti in tela) che garantivano il controllo del rollio.

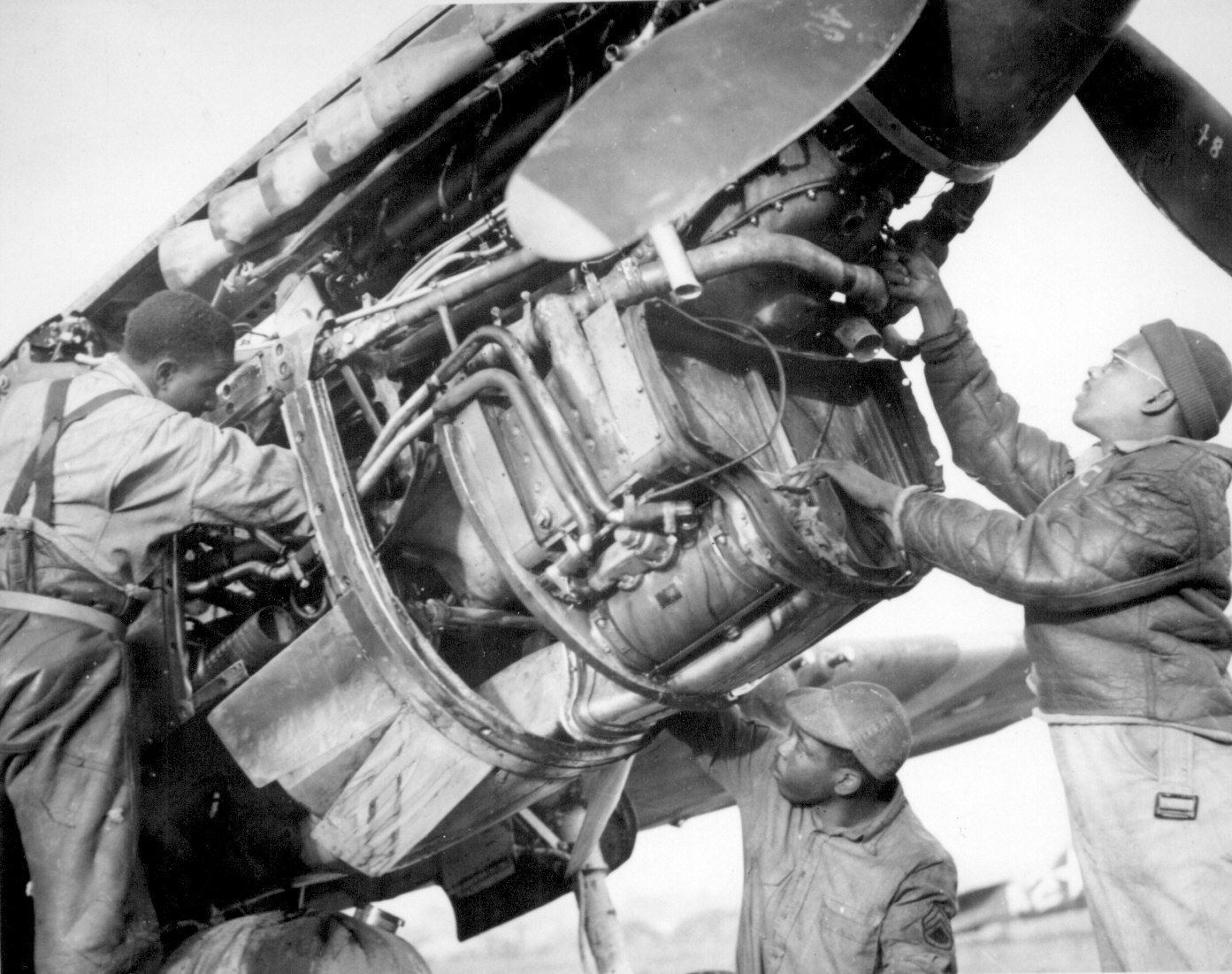
Meccanici del 99th Squadron dell'USAAF riparano il motore di un P-40. In primo piano i filtri dei radiatori dell'olio e del liquido di raffreddamento, e in alto gli scarichi del motore.

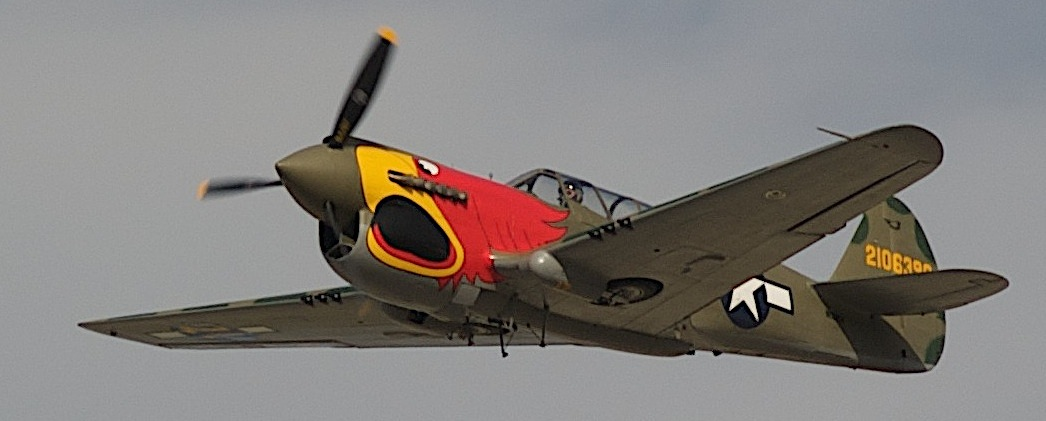
Un P-40N, il numero 42-106396 Parrot Head. Il muso del P-40, con il grande, caratteristico radiatore, suggerì ai piloti molte livree, spesso vistose.

Il carrello d'atterraggio era un triciclo posteriore, completamente retrattile: le due gambe anteriori scomparivano all'interno di carenature nel ventre dell'ala grazie a una rotazione all'indietro e a un'ulteriore rotazione di 90° delle ruote intorno all'asse delle gambe; il ruotino posteriore si ritraeva all'indietro nella fusoliera, e il suo alloggiamento era chiuso da due portellini.
La fusoliera era collegata all'ala tramite ampi raccordi aerodinamici, e ospitava un abitacolo relativamente spazioso con parabrezza blindato e tettuccio scorrevole all'indietro. Il pilota era protetto (anteriormente e posteriormente) da corazzature per un totale di 80 kg, e disponeva di cinemitragliatrice e collimatore a riflessione. La fusoliera era costituita da sedici ordinate trasversali e diversi correntini longitudinali.
Alla parte posteriore della fusoliera erano collegati gli impennaggi, col bordo d'attacco rettilineo (con un marcato angolo di freccia) e da bordi d'uscita curvilinei. La struttura (sia delle superfici fisse, stabilizzatore e deriva, che di quelle mobili, equilibratore e timone) era metallica; le superfici fisse avevano quattro longheroni ciascuna ed erano rivestite, come l'aereo, da lamiere metalliche; quelle mobili avevano un solo longherone e rivestite in tela. Le superfici di controllo, inclusi gli alettoni, erano provvisti di compensazioni aerodinamiche, alette di correzione e contrappesi.

### Motore e impianti
Il gruppo motopropulsore, frontale e separato dall'abitacolo da una paratia parafiamma, era sostenuto da un castello in tubi metallici saldati. La cofanatura che proteggeva il motore era composta di pannelli e lamiere apribili e asportabili per un accesso agevole al propulsore e ai radiatori. I due radiatori preposti alla refrigerazione del glicole etilenico per il raffreddamento del motore erano alloggiati, insieme al più piccolo radiatore dell'olio per la lubrificazione dei cilindri, in una grossa struttura sotto il mozzo dell'elica. La grossa carenatura dei radiatori suggerì a molti reparti vistose decorazioni; la più famosa fu quella a bocca di squalo delle Tigri Volanti di Claire Chennault.
Il motore del P-40 era l'Allison V-1710, un motore a V di 60° a dodici cilindri che all'entrata in servizio, alla fine degli anni trenta, aveva suscitato grandi aspettative, ben presto deluse. Le prestazioni del V-1710, infatti, lasciarono sempre molto a desiderare specie ad alta quota, e in tutti gli aerei su cui fu montato diede risultati insoddisfacenti.
La potenza nominale del motore variò dai 1 054 CV del V-1710-33 montato sul P-40B fino ai 1 373 CV del V-1710-73 montato sul P-40K; tuttavia, essendo l'aereo dotato di un sistema di sovralimentazione ad azionamento meccanico tramite compressore centrifugo relativamente poco sofisticato, la potenza disponibile calava sensibilmente all'aumentare della quota; questo stato di fatto, sicuramente insoddisfacente, era figlio principalmente di due fattori strettamente correlati: la scarsa importanza inizialmente attribuita dal committente USAAF alle prestazioni a quote elevate e la mancanza del sistema di sovralimentazione azionato dai gas di scarico (turbocompressione) col quale il motore era stato inizialmente concepito e che nelle intenzioni rendeva superfluo un compressore centrifugo particolarmente sofisticato. In effetti sul Lockheed P-38, dove il V-1710 fu dotato di turbocompressore, i risultati ottenuti furono indubbiamente migliori. La situazione ha finito per creare una duratura e non del tutto meritata fama di prodotto deludente attorno al V-1710. Per ovviare a questo problema, su alcune versioni (P-40F e P-40L) fu installato un altro motore, il Packard V-1650, che grazie al suo sistema di sovralimentazione meccanico più evoluto garantiva il mantenimento della potenza erogata all'aumento della quota di volo, ma la sua limitata disponibilità impedì di generalizzarne l'impiego sui P-40.
L'elica, carenata da una grande ogiva, era una tripala Curtiss (le pale erano cave, in acciaio) e grazie a un riduttore ruotava più lentamente dell'albero motore. Il passo dell'elica era variabile a mano o in modo automatico per mantenere costante il numero di giri.
La benzina a 100 ottani era in tre serbatoi: uno, da 236 l, collocato alle spalle dell'abitacolo, e due, da 132 e 190 l, disposti uno dietro l'altro nel tronco centrale dell'ala, sotto il pilota. A questi si potevano aggiungere serbatoi supplementari sganciabili, sotto la fusoliera, per altri 197 l.
L'armamento fisso del P-40 variò considerevolmente: le prime versioni avevano due mitragliatrici da 7,62 mm installate nello spessore dell'ala e due da 12,5 mm montate sopra il motore, sincronizzate per sparare attraverso il disco dell'elica. Le versioni P-40E e successive, invece, erano dotate di sei armi da 12,7 mm installate in due gruppi di tre nelle due semiali; dotate di 281 colpi ciascuna, garantivano 11 o 12 secondi di fuoco. Il massimo carico di bombe era normalmente di 317 kg, anche se in casi eccezionali l'aereo poteva decollare, sovraccarico, con due ordigni da 227 kg, per un totale di 454 kg.
Il P-40 era munito di un impianto idraulico (per l'estrazione e la retrazione del carrello e l'estensione degli ipersostentatori), di un impianto elettrico per la radio ricetrasmittente) e di impianti per l'ossigeno al pilota e per il riscaldamento dell'abitacolo.

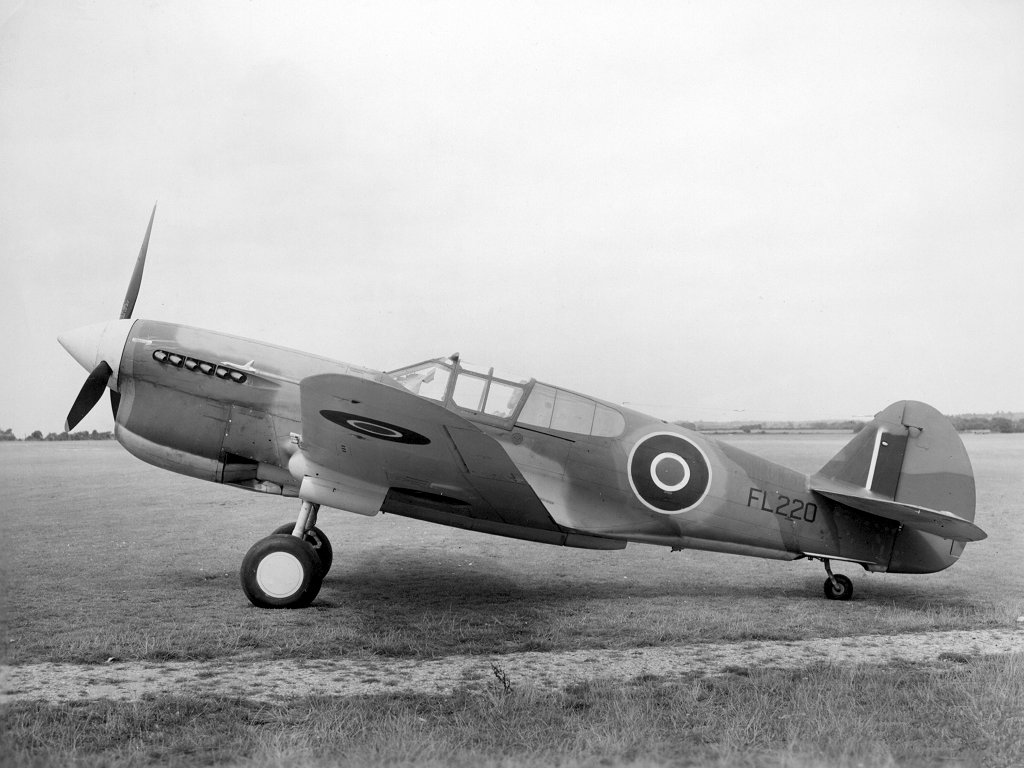
Un Kittyhawk Mk II della Royal Air Force.

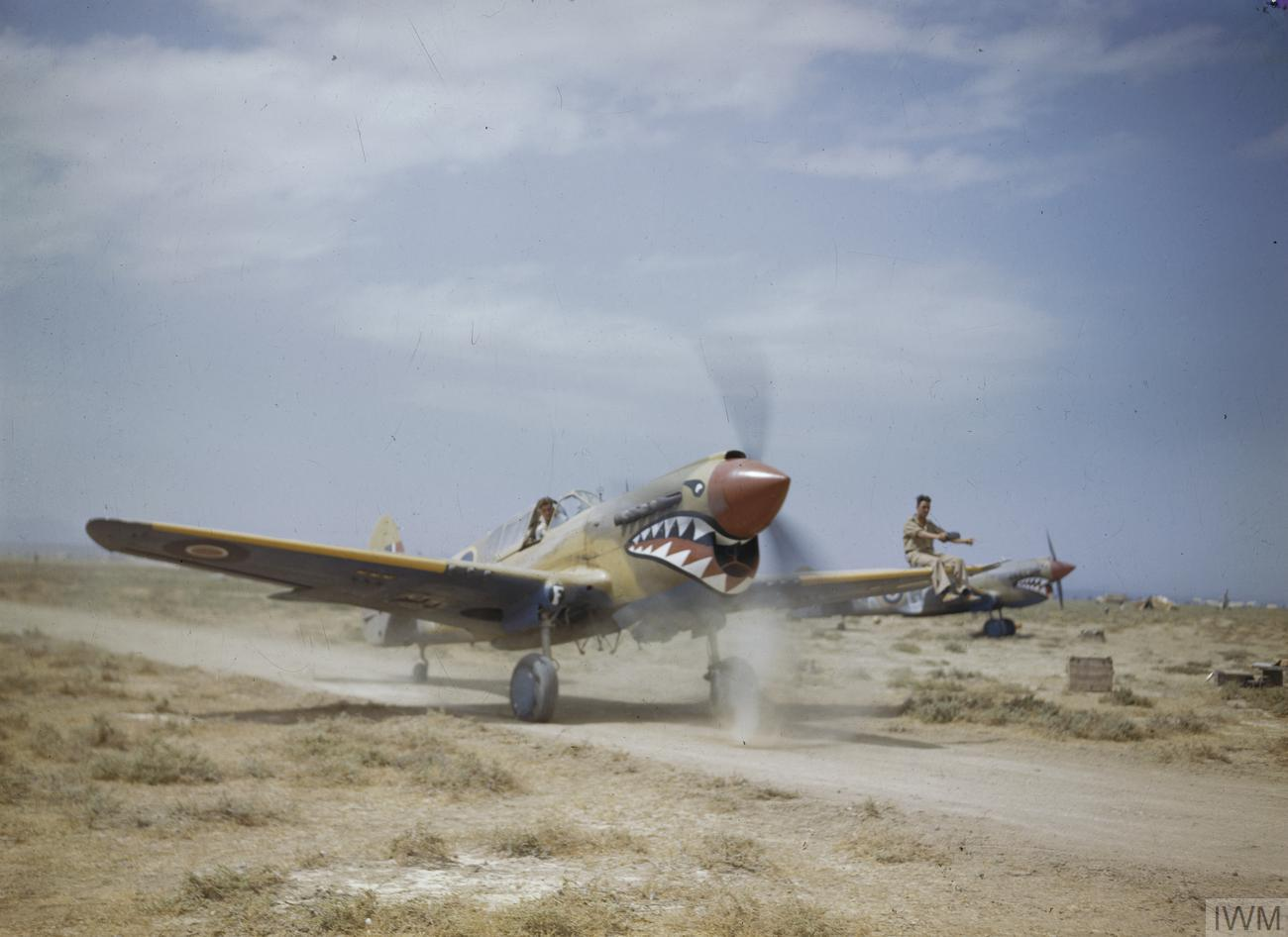
Un Kittyhawk Mk III del No. 112 Squadron della RAF in rullaggio a Medenina, in Tunisia, nel 1943. L'aviere sull'ala dà indicazioni al pilota, la cui visuale è fortemente limitata dal muso dell'aereo.

## Impiego operativo

### Francia e Regno Unito
I primi P-40 avrebbero dovuto entrare in servizio presso l'Armée de l'air, la forza aerea francese, nel corso del 1940. Tuttavia, quando il 25 giugno la Francia si arrese alle forze d'invasione tedesche, nessuno dei 140 aerei ordinati dai francesi era ancora stato consegnato e quindi, a luglio, la commessa fu rilevata dalla Royal Air Force britannica. Il Regno Unito aggiunse ordinativi per altri 1 000 aerei, e denominò gli apparecchi ricevuti Tomahawk Mark I (gli Stati Uniti dovettero ritardare l'entrata in servizio dei loro P-40 per dare la precedenza ai britannici, e i primi 200 esemplari dell'USAAC giunsero ai reparti solo nel 1941).
Gli inglesi si scontrarono subito coi limiti del P-40 (specialmente nel combattimento ad alta quota dove erano svantaggiati per la mancanza di un turbopropulsore e una velocità massima inferiore a quella dei Messerschmitt tedeschi) e quindi destinarono il modello al Nordafrica, mentre in quello europeo, dove la prospettiva di un'invasione tedesca della Gran Bretagna sembrava avvicinarsi sempre di più e i combattimenti aerei si svolgevano soprattutto ad altitudini elevate, mantennero per la difesa della madrepatria i reparti di Hawker Hurricane e Supermarine Spitfire. In Nordafrica i Tomahawk Mk I della RAF furono presto raggiunti dai Tomahawk Mk II, con armamento e corazzature migliorate; sia gli uni che gli altri diedero risultati soddisfacenti come cacciabombardieri, ruolo nel quale erano avvantaggiati da una buona robustezza e da un notevole carico bellico, oltre che da buone prestazioni a bassa quota.
La Francia impiegò alcuni P-40L in Tunisia nel 1943 sotto le insegne del gruppo caccia GC II/3 Lafayette, inquadrato nelle Forces aériennes françaises libres, la forza aerea della Francia libera, a sua volta dipendente dalle forze armate gaulliste.

### Cina nazionalista: leTigri Volanti
Poco prima dell'entrata in guerra degli USA a seguito dell'attacco giapponese contro Pearl Harbor, un centinaio di Tomahawk Mk IIA furono prelevati da una commessa destinata alla RAF e inviati nella Cina nazionalista, dove equipaggiarono il 1st American Volunteer Group – noto con il soprannome di Tigri Volanti – al comando del futuro generale Claire Chennault.

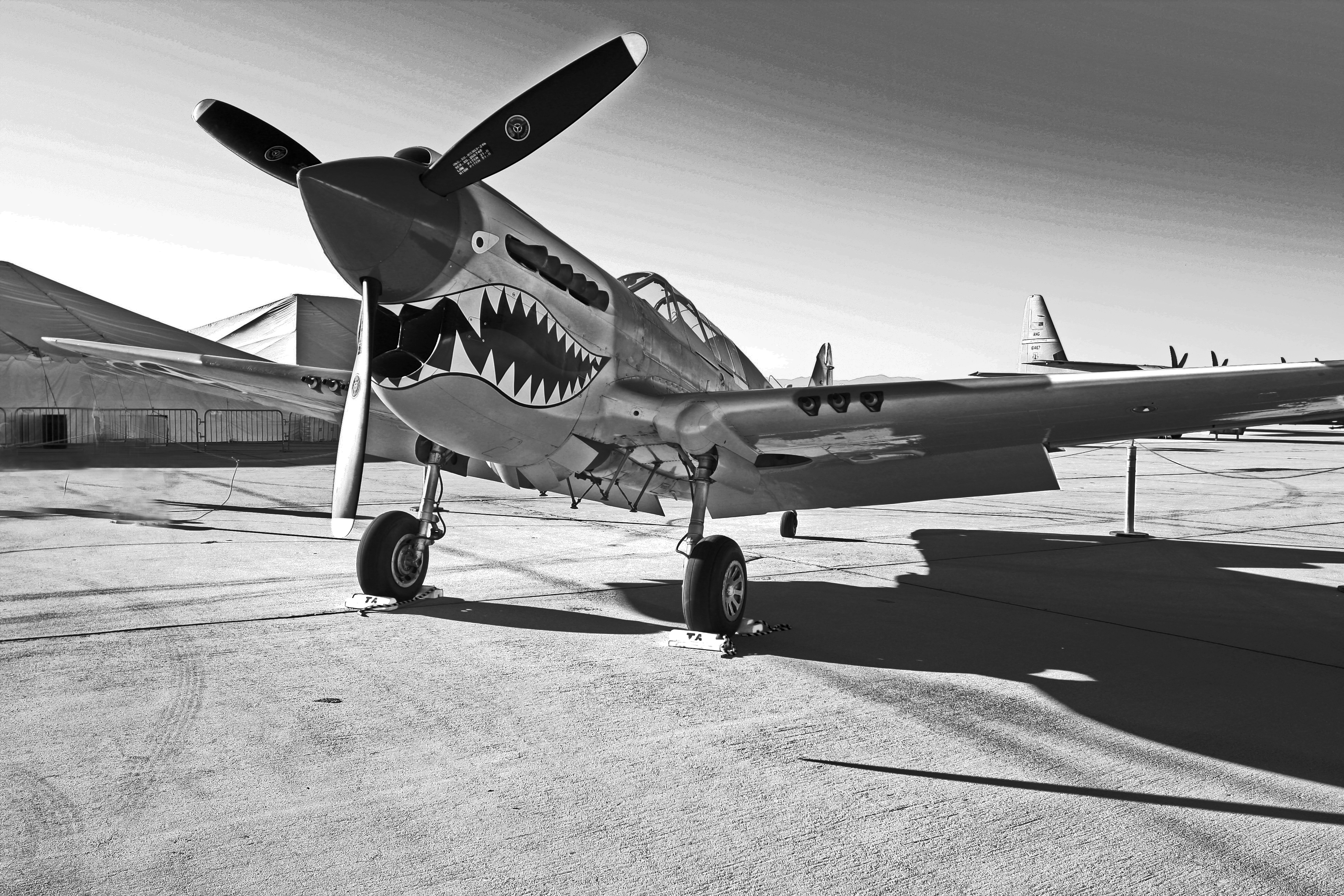
Un P-40 del 1st American Volunteer Group (le celebri Tigri Volanti) con la caratteristica decorazione a bocca di squalo sul muso.

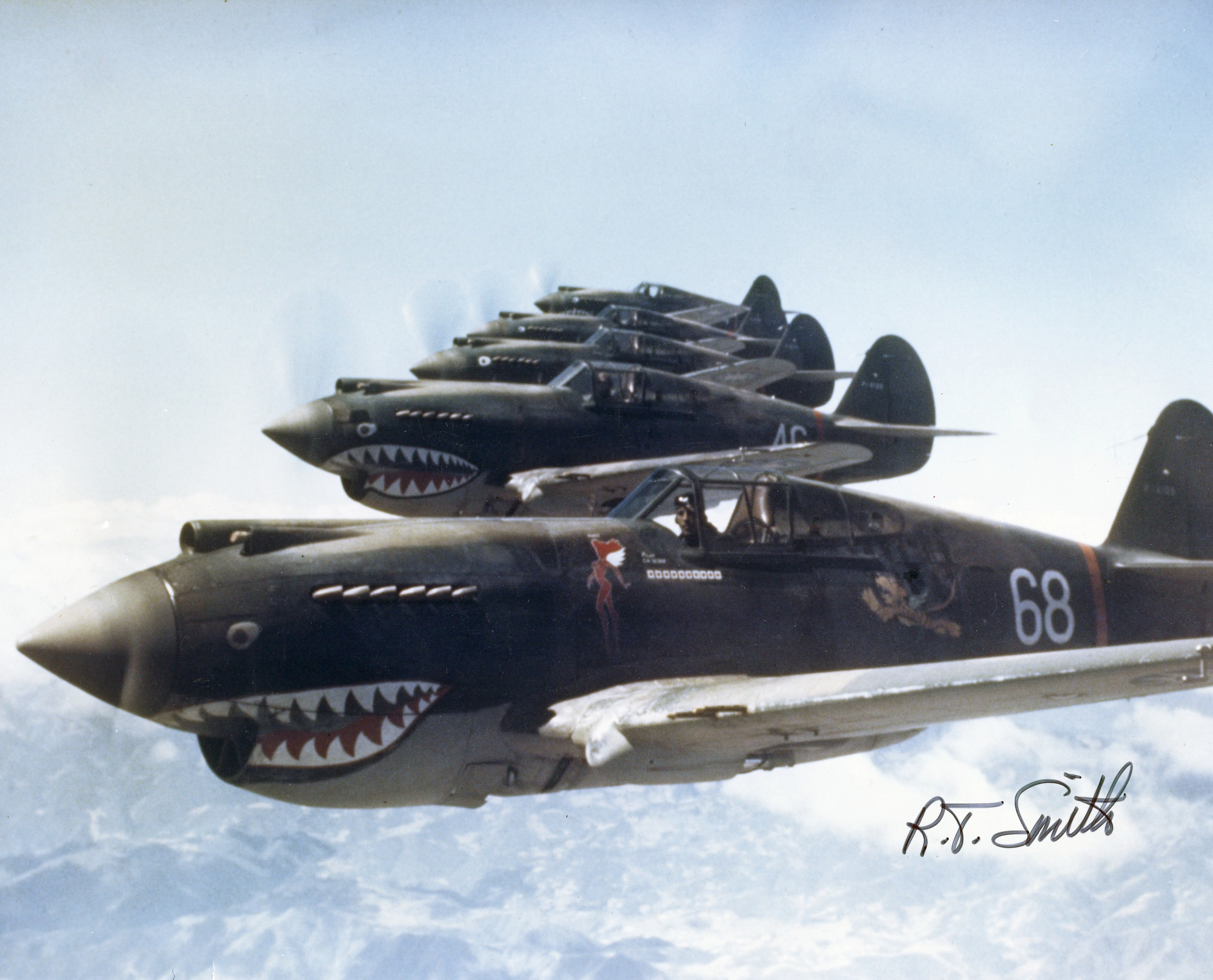
La formazione degli Hell's Angels (la terza squadriglia del gruppo delle Flying Tigers) fotografata sopra la Cina nel 1942 dal pilota Robert T. Smith.

Inizialmente inquadrati nell'aviazione della Cina nazionalista, la Chung-Hua Min-Kuo K'ung-Chün, i volontari delle Tigri Volanti entrarono a far parte della United States Army Air Forces, dove passarono sotto l'autorità della XVI Air Force. Nel periodo iniziale della guerra, tra il dicembre 1941 e il luglio 1942, quando il 1st AVG si trasformò nel 23rd Fighter Group dell'USAAF, le Tigri Volanti riuscirono a tenere testa con successo alle forze giapponesi, meglio equipaggiate e più numerose. Nonostante il P-40 fosse inferiore agli aerei giapponesi, e in particolare al Mitsubishi A6M, le Tigri Volanti riuscirono a distruggere 286 velivoli nemici perdendo solo 23 uomini (anche se controlli incrociati successivi alla guerra mostrano che gli avversari abbattuti furono molto meno di quel che si riportò).
In buona parte questo successo fu dovuto all'innovativo approccio al combattimento aereo predicato da Chennault, che aveva studiato accuratamente le tattiche e l'equipaggiamento dei giapponesi, nonché le tattiche dei piloti sovietici in Cina e i punti di forza e di debolezza dei suoi uomini e aerei. Le Tigri Volanti non superarono mai i 62 equipaggi, e Chennault ebbe ulteriori difficoltà perché molti dei suoi volontari erano privi di esperienza di combattimento; tuttavia, fu in grado di volgere questi problemi a suo vantaggio, relegando a lavori secondari i piloti inadatti e facendo in modo di disporre sempre di riserve consistenti.
La sua tattica di combattimento prevedeva di attaccare in gruppo da una quota superiore, per poi disimpegnarsi in fretta, evitando a tutti costi un combattimento manovrato a distanza ravvicinata, poiché i P-40 non erano manovrabili né numerosi come gli aerei giapponesi, ma avevano una velocità di punta e un'accelerazione superiori e potevano rapidamente allontanarsi dopo un attacco in picchiata.
Inoltre, le Tigri Volanti si avvalsero dell'appoggio tattico di una vasta rete di osservazione e allarme sparsa sul territorio cinese, composta di persone, telefoni, radio e linee telegrafiche che fornivano informazioni sugli attacchi nemici e vi dirigevano gli intercettori, guidavano gli aiuti verso i piloti che precipitavano e indicavano agli esperti di intelligence la posizione dei relitti dei nemici abbattuti.

### Unione Sovietica
Il Curtiss P-40 (a cui i sovietici, come i britannici, si riferivano come Tomahawk o Kittyhawk) fu il primo aereo alleato fornito all'URSS in base agli accordi interalleati di affitti e prestiti di materiale (Lend-Lease). In totale la Voenno-vozdušnye sily SSSR e la Aviacija Voenno-Morskogo Flota (rispettivamente l'aeronautica militare e l'aviazione di marina dell'URSS) impiegarono 2 097 P-40.
146 Tomahawk furono inviati all'Unione Sovietica via mare dalla Gran Bretagna ed altri 49 arrivarono dagli Stati Uniti nei primi mesi dell'invasione tedesca. Molti aerei arrivarono senza le mitragliatrici alari e perfino privi della parte inferiore del cofano motore. Alla fine del settembre 1941, tuttavia, i primi 48 esemplari erano stati assemblati e iniziarono a subire i test. I voli di prova rivelarono diversi difetti: il generatore e gli ingranaggi della pompa dell'olio si guastavano spesso, costringendo i piloti sovietici a frequenti atterraggi di fortuna. Il rapporto finale sulle prove condotte sottolineava che il Tomahawk era inferiore agli aerei sovietici coi motori M-105P per quanto riguardava velocità orizzontale e velocità di salita. Tuttavia esso mostrava buone caratteristiche se operava da piste corte, maneggevolezza orizzontale, autonomia e robustezza.
Nonostante non fossero convintissimi del P-40, i sovietici lo spedirono in prima linea. La prima unità a riceverlo fu il 126º IAP, impegnato sul fronte occidentale sovietico e sul fronte di Kalinin. Il reparto entrò in azione il 12 ottobre 1941, ed entro il 15 novembre 1941 aveva già dichiarato l'abbattimento di 17 aerei della Luftwaffe. Tuttavia, il tenente (SG) Smirnov affermò che l'armamento del P-40 era inefficace nei combattimenti aerei ma sufficiente per mitragliare le linee nemiche. Un altro pilota sovietico, S. G. Ridnyy (Eroe dell'Unione Sovietica), sottolineò che per abbattere un aereo nemico aveva dovuto sparare da una distanza di 50–100 m la metà dei colpi.
Nel gennaio 1942 furono eseguite circa 198 sortite (334 ore di volo) e 11 combattimenti con i tedeschi, nel corso dei quali furono abbattuti cinque Messerschmitt Bf 109, un Junkers Ju 88 e un Heinkel He 111. Emerse che – come confermarono anche i rapporti dei piloti sui combattimenti – nei duelli a bassa quota tipici del fronte orientale il P-40 poteva tener testa al Bf 109, uno dei migliori caccia a disposizione della Germania nella prima parte della guerra. Ad esempio, il 18 gennaio 1942 i tenenti S. V. Levin e I. P. Levsha ingaggiarono in coppia una formazione di sette Bf 109, riuscendo ad abbatterne due. Pochi giorni dopo, il 22 gennaio, altri tre P-40 (al comando del tenente E. E. Lozov) ingaggiarono 13 Bf 109E nemici abbattendone due, ancora senza perdite. In totale, in gennaio, andarono perduti solo due Tomahawk – uno a causa della contraerea tedesca, e un altro abbattuto da un Messerschmitt.
I P-40 dell'Unione Sovietica videro la maggior parte del loro impiego di prima linea tra il 1942 e l'inizio del 1943. Il modello fu usato nei settori settentrionali del fronte e giocò un ruolo importante nella difesa di Leningrado. I tipi più rappresentati furono i P-40B, C, E, K ed M. Quando si resero disponibili le versioni migliorate P-40F ed N, la produzione di aerei sovietici di prestazioni soddisfacenti era cresciuta abbastanza da consentire di rimpiazzare i caccia Curtiss con i nuovi Lavochkin La-5 e diversi tipi di caccia Yakovlev.
Nella primavera del 1943, su un P-40, il tenente D. I. Koval del 45° IAP riuscì ad abbattere il suo quinto nemico, acquisendo così lo status di "asso": combattendo sul fronte del Caucaso settentrionale, distrusse in totale sei aerei tedeschi. Diversi reparti equipaggiati con il P-40 ottennero buoni risultati, anche se il numero di assi del P-40 rimase inferiore a quello, ad esempio, del P-39, che fu il caccia del patto Lend-Lease fornito all'URSS nel maggior numero di esemplari.
I piloti sovietici apprezzavano il P-40, in particolare per la sua grande autonomia (superiore a quella della maggior parte dei caccia russi). Complessivamente continuarono a preferire il Bell P-39 Airacobra, più manovrabile, ma ritenevano il P-40 nettamente migliore dell'Hawker Hurricane. Il pilota N. G. Golodnikov ricordò:
La principale lamentela sovietica era appunto la scarsa velocità di salita, a cui si aggiungevano alcuni problemi di manutenzione legati all'usura del motore: generalmente i piloti della VVS affrontavano i combattimenti con la potenza d'emergenza di combattimento inserita, il che portava le prestazioni di velocità e accelerazione più vicino a quelle degli aerei tedeschi, ma finiva per bruciare i motori nel giro di poche settimane. Altre difficoltà furono legate ai più elevati standard di qualità del carburante e di purezza dell'olio richiesti dai motori Allison rispetto ai motori di fabbricazione sovietica. Un certo numero di P-40 "bruciati" furono rimotorizzati coi Klimov, ma le loro prestazioni risultarono piuttosto scarse e finirono in seconda linea.

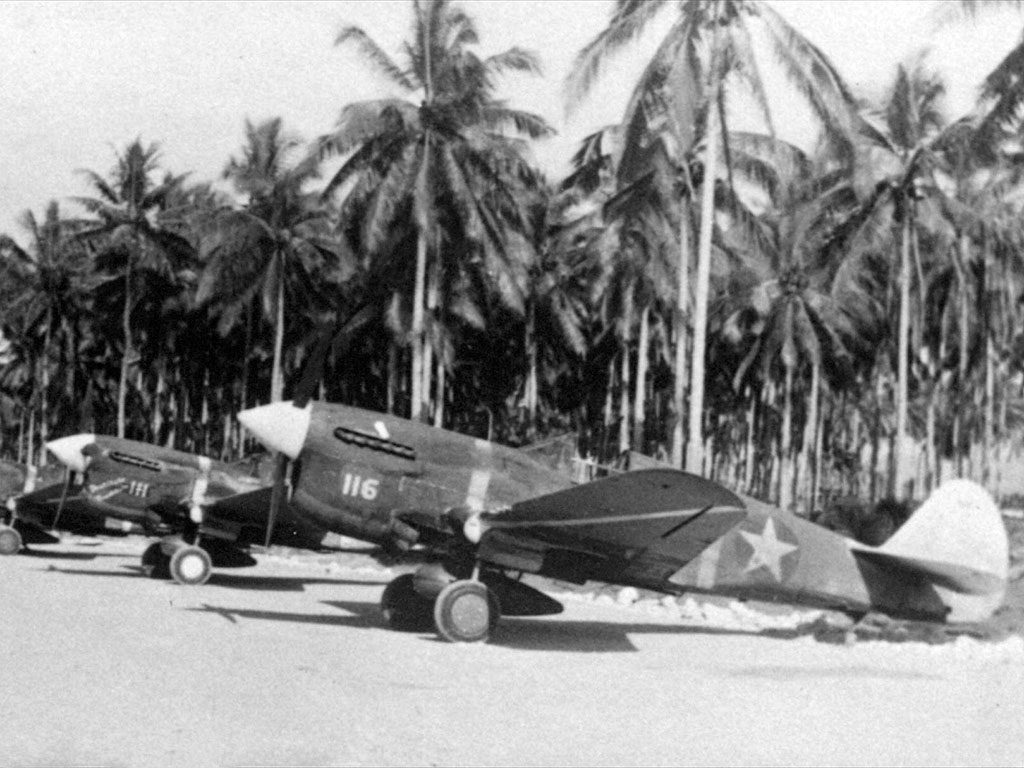
Due P-40F a Guadalcanal nel 1943.

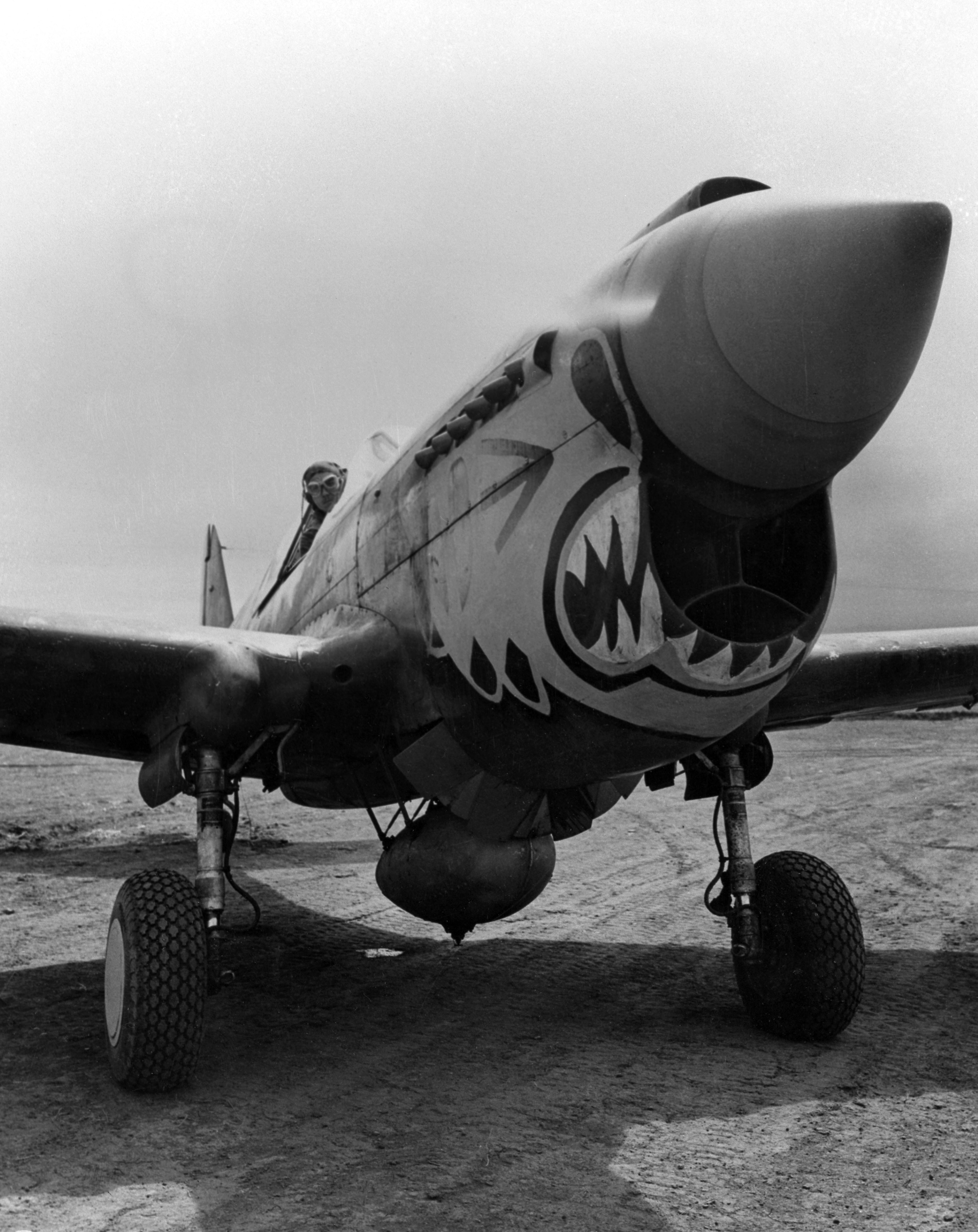
Un P-40 del 343rd Fighter Group, dislocato in Alaska, nelle isole Aleutine. Notare una differente decorazione del muso, che richiama una tigre.

### Stati Uniti d'America
In totale, 15 interi gruppi caccia (Fighter Group, FG) della United States Army Air Forces, insieme ad alcune altre squadriglie sparse e qualche unità da ricognizione tattica, volarono sul P-40 tra il 1941 e il 1945.
A causa delle sue prestazioni complessivamente inadeguate, appena fu possibile il P-40 fu rimpiazzato dal Lockheed P-38 Lightning, dal North American P-51 Mustang e dal Republic P-47 Thunderbolt. Tuttavia, tra il 1942 e il 1943 il grosso delle operazioni di caccia dell'USAAF pesò sul P-40 e sull'altrettanto inadeguato P-39; nel Pacifico, in particolare, furono questi due caccia (insieme all'aereo imbarcato Grumman F4F Wildcat) a contrastare maggiormente le forze aeree giapponesi.

#### Teatro del Pacifico
Il P-40 fu il principale caccia dell'USAAF nei teatri del Pacifico e del Pacifico sud-occidentale tra il 1941 e il 1942. Tuttavia, nelle prime grandi battaglie, a Pearl Harbor e nelle Filippine, le squadriglie di P-40 soffrirono pesanti perdite sia al suolo, negli attacchi dei cacciabombardieri e bombardieri giapponesi, sia in volo, nei combattimenti con i caccia Nakajima Ki-43 e Mitsubishi A6M.
Quando il Giappone lanciò la sua offensiva a sorpresa contro le forze navali americane nelle Hawaii, il 7 dicembre 1941, 107 tra P-40 e P-40B si trovavano nel Pacifico; solo quattro riuscirono ad alzarsi in volo per contrastare l'attacco giapponese. Nei quattro giorni seguenti, il numero di P-40 del 20th e del 34th Pursuit Squadron crollò a 22 velivoli. Sopra Pearl Harbor, comunque, il P-40 del tenente George Welch conseguì la prima vittoria aerea statunitense del conflitto.
Nel corso della campagna delle Indie orientali olandesi il 17th Pursuit Squadron (Provisional), formato da piloti dell'USAAF evacuati dalle Filippine, dichiarò l'abbattimento di 49 aerei giapponesi contro soli 17 P-40 perduti. Nelle campagne delle isole Salomone e della Nuova Guinea, e nella difesa dell'Australia, un migliore addestramento dei piloti e alcune nuove tattiche permisero all'USAAF di approfittare con successo di alcuni pregi del P-40, specificatamente la superiore velocità rispetto ai temibili Zero, contro i quali era tassativo evitare il combattimento manovrato in cui il caccia giapponese non aveva rivali.
Per far fronte alla scarsità di pezzi di ricambio e a problemi nel rimpiazzo degli aerei abbattuti, la V Air Force americana e la Royal Australian Air Force crearono, alla fine del luglio 1942, una rete per la gestione e il rimpiazzo dei P-40 grazie alla quale gli aerei si spostavano periodicamente dal fronte alle retrovie per le necessarie revisioni e riparazioni.
Il 49th Fighter Group dell'USAAF volò sul P-40 fin dall'inizio della guerra. Questo è il confronto tra il caccia Curtiss e il P-38 Lightning che fece uno dei piloti dell'unità, Robert DeHaven (10 vittorie conseguite volando sul P-40, su 14 totali):
Tra il 1941 e il 1945, l'8th, 15th, 18th, 24th, 49th, 343rd e 347th Pursuit Group/Fighter Group volarono sul P-40 nel teatro del Pacifico; la maggior parte di essi passò al P-38 nel 1943-44. Nel 1945, il 71st Reconnaissance Group impiegò alcuni P-40 come ricognitori aerei avanzati durante le operazioni di terra nelle Filippine, fino alla consegna dei nuovi P-51.

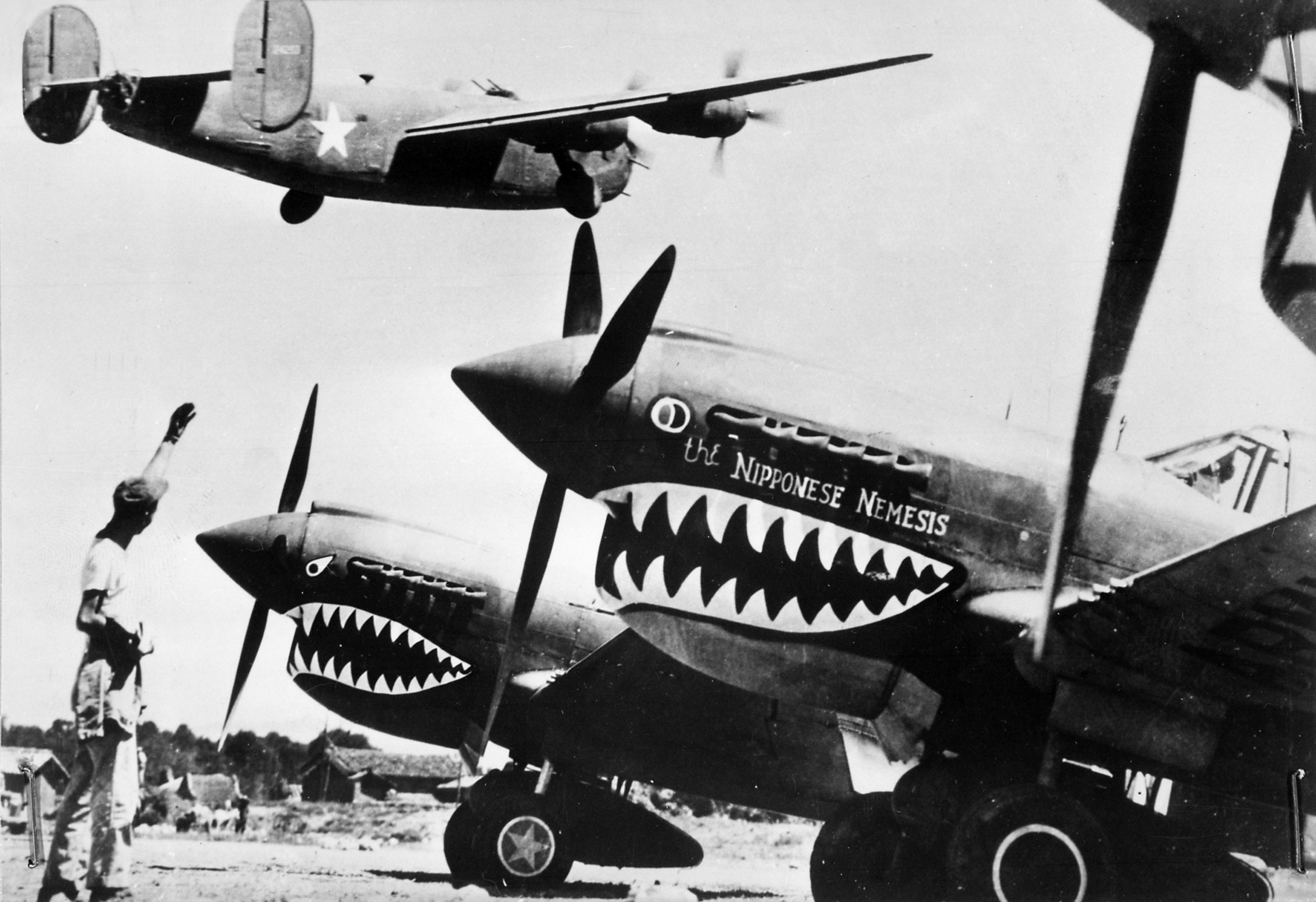
P-40 in una base avanzata in Cina. Sullo sfondo un B-24 in decollo.

#### Cina, India e Birmania

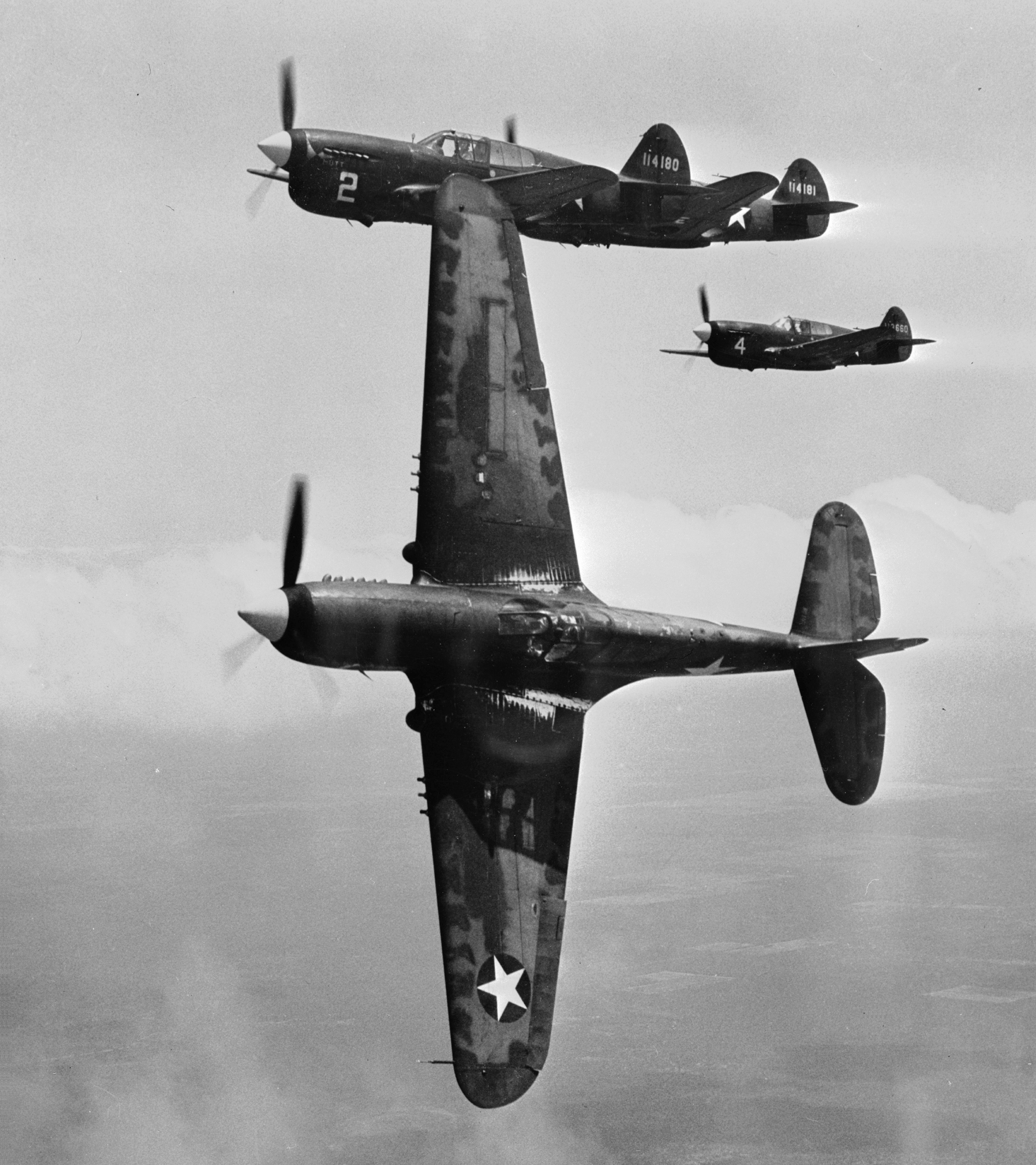
Una formazione di P-40F dell'USAAF in un volo di addestramento, 1943.

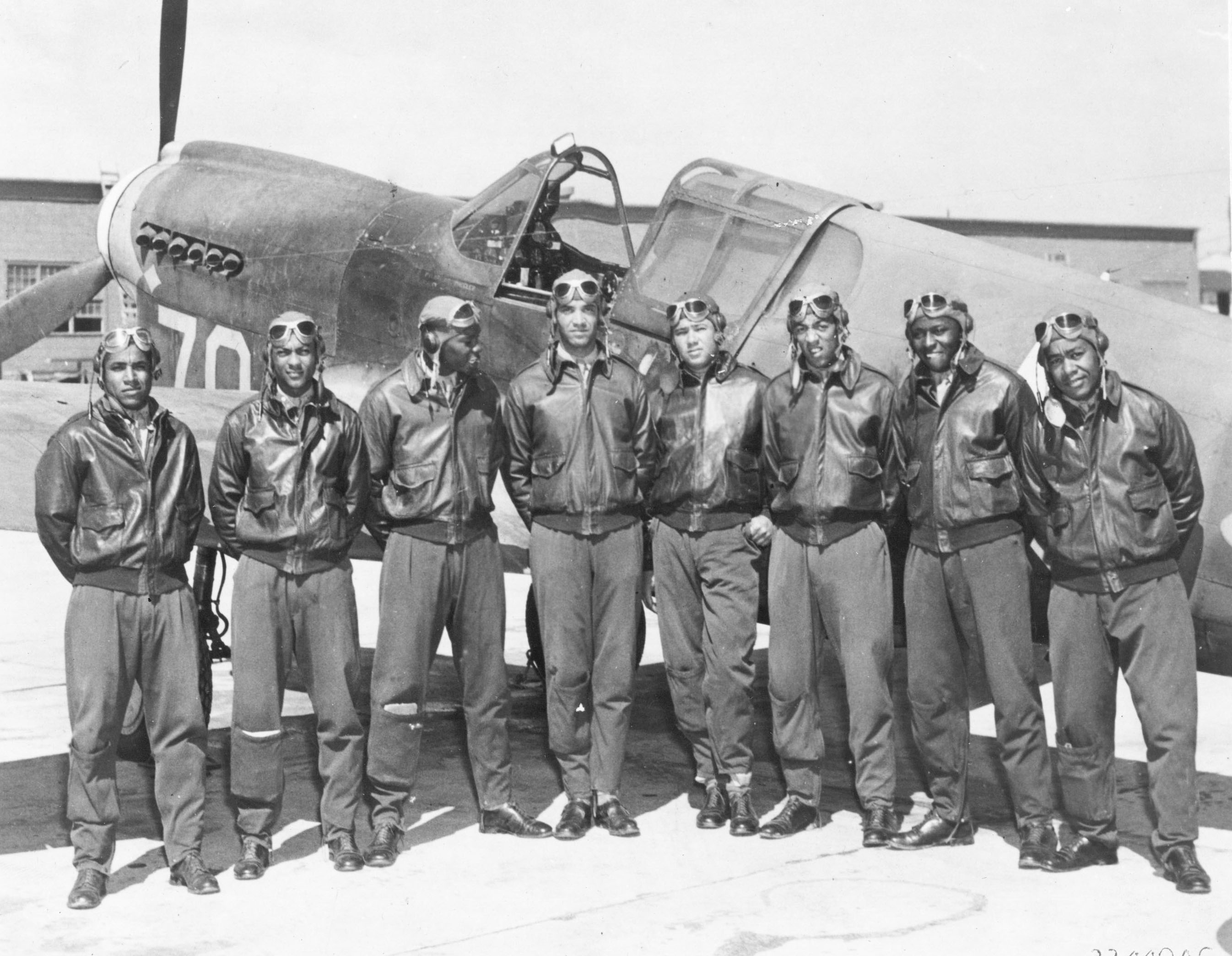
I Tuskegee Airmen del 99th Fighter Squadron (composto integralmente da piloti di colore) posano davanti a uno dei loro P-40.

Il gruppo delle Tigri Volanti (1st American Volunteer Group) fu integrato nell'United States Army Air Forces nel 1942, entrando a far parte delle forze regolari americane come 23rd Fighter Group. L'unità continuò a volare su P-40 più moderni fino alla fine della guerra, ottenendo un favorevole rapporto tra nemici abbattuti e aerei persi.
Altre unità statunitensi, giunte nel teatro di operazioni localizzato tra la Cina, la Birmania e l'India (China-Burma-India Theater) dopo l'AVG continuarono a ottenere buoni risultati con il P-40, dichiarando in totale 973 abbattimenti – cioè il 64,8% del totale di aerei distrutti dagli americani in quell'area. Lo storico dell'aviazione Carl Molesworth afferma che "il P-40 semplicemente dominò i cieli sopra la Birmania e la Cina. Nel 1942 fu in grado di ottenere la superiorità aerea sopra la Cina libera, la Birmania settentrionale e la valle di Assam, in India, e non la perse più".
Oltre al 23rd FG, anche il 3rd, 5th, 51st e 80th FG e il 10th TRS da ricognizione operarono con il P-40 nel teatro birmano-indo-cinese. Alcuni di questi (il 3rd e il 5th FG del Chinese American Composite Wing) erano composti da piloti cinesi oltre che americani. Oltre che come caccia, i piloti di P-40 in quest'area lo usarono con successo anche come cacciabombardiere: l'80th Fighter Group, in particolare, usò i suoi cosiddetti B-40 (P-40 capaci di portare fino a 454 kg di bombe) per colpire ponti in mano ai giapponesi.

#### Europa e Mediterraneo
Il Curtiss P-40 fu impiegato estensivamente anche nel teatro del Mediterraneo da diverse unità dell'USAAF, tra le quali il 33rd, 57th, 58th, 79th, 324th e 325th Fighter Group. I piloti del 57th FG furono i primi piloti di P-40 dell'USAAF a prendere parte all'azione nel Mediterraneo, a partire dal luglio 1942.
Anche se il P-40 soffrì gravi perdite nel MTO (Mediterranean Theater of Operations, appunto il teatro d'operazioni del Mediterraneo) molti reparti di P-40 ottennero rapporti abbattimenti-perdite favorevoli contro gli aerei dell'Asse. Ad esempio, il 324th FG ottenne un rapporto tra numero di nemici abbattuti e propri aerei persi di più di due a uno. In totale, nel Mediterraneo, 23 piloti statunitensi di P-40 acquisirono lo status di "asso" (abbattendo cinque o più velivoli nemici), per la maggior parte nel corso della prima metà del 1943. Come nel Pacifico, questi successi risultarono in gran parte dall'esperienza dei piloti e dall'impiego di tattiche efficaci.
Il 57th FG fu l'unità più direttamente coinvolta nel cosiddetto "Massacro della Domenica delle Palme" del 18 aprile 1943. La decrittazione di alcuni segnali Ultra da parte delle intelligence alleate aveva rivelato un piano per il trasferimento di una grande formazione di trasporti tedeschi Junkers Ju 52 attraverso il Mediterraneo, sotto scorta di caccia tedeschi e italiani. Tra le 16:30 e le 18:30, tutti gli stormi del 57th FG intervennero con intensi sforzi contro i trasporti aerei nemici: il convoglio, composto da più di 100 aerei, venne intercettato e nello scontro che seguì i P-40 del 57th distrussero 74 avversari, tra cui 58 Ju 52, 14 caccia di scorta leggeri Messerschmitt Bf 109 e 2 caccia di scorta pesanti Messerschmitt Bf 110. Tra 20 e 40 aerei dell'Asse furono visti atterrare presso Capo Bon, in Tunisia, per sfuggire all'attacco; le perdite alleate ammontarono a 6 aerei, di cui 5 P-40.
Il 22 aprile, nel corso dell'operazione Flax, una simile formazione di P-40 attaccò un gruppo di 14 trasporti esamotori Messerschmitt Me 323 "Gigant", scortati da 7 Bf 109 del II./JG 27. Tutti gli aerei da trasporto vennero distrutti, con la perdita di tre P-40. Il 57th continuò a volare sul P-40 fino all'inizio del 1944; entro quella data, al gruppo vennero riconosciute almeno 140 vittorie aeree.
All'inizio del 1943, 75 P-40L vennero caricati sulla portaerei statunitense USS Ranger: il 23 febbraio, durante l'operazione Torch, i piloti del 58th FG decollarono dalla portaerei per giungere all'aeroporto di Cazas, vicino a Casablanca, in Marocco, che era stato da poco conquistato alle forze francesi di Vichy. Questi aerei servirono per riequipaggiare il 33rd FG; i piloti del 58th furono riassegnati.
Anche il 325th FG, noto con il soprannome di Checkertail Clan, volò sul P-40 nel teatro del Mediterraneo. L'unità ottenne almeno 133 vittorie aeree tra l'aprile e l'ottobre 1943, di cui 95 erano Messerschmitt Bf 109 e 26 erano Macchi M.C.202, perdendo in combattimento 17 P-40. Un aneddoto riguardante il 325th FG indica i rischi a cui poteva andare incontro un Bf 109 nel tentativo di battere il P-40 nel combattimento manovrato a distanza ravvicinata. Lo storico Carol Cathcart scrive:
Una famosa unità di piloti afroamericani, il 99th Fighter Squadron, meglio noto come i Tuskegee Airmen o Redtails, volò sul P-40 nei primi otto mesi del suo impiego nel teatro Mediterraneo. Il 9 giugno 1943, i Tuskegee Airmen divennero i primi piloti da caccia afroamericani ad aver ingaggiato un aereo nemico, sopra Pantelleria: un Focke-Wulf Fw 190 venne danneggiato dal tenente Willie Ashley Jr. Il 2 luglio, la squadriglia ottenne la sua prima vittoria confermata: un Fw 190 distrutto dal capitano Charles Hall. Il 99 th FS continuò a ottenere successi sul P-40 fino a quando, nel febbraio 1944, venne riequipaggiato con il P-39.

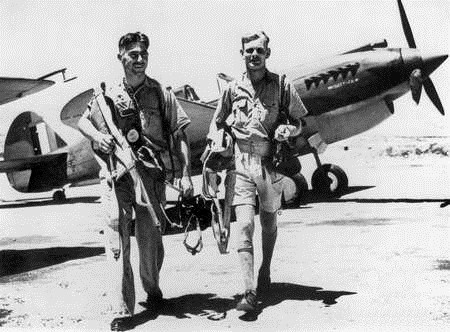
P. St G. B. Turnbull e J. H. W. Saunders, due ufficiali del No. 3 Squadron della RAAF. Sullo sfondo, uno dei Tomahawk su cui la squadriglia operava in Palestina nel 1941.

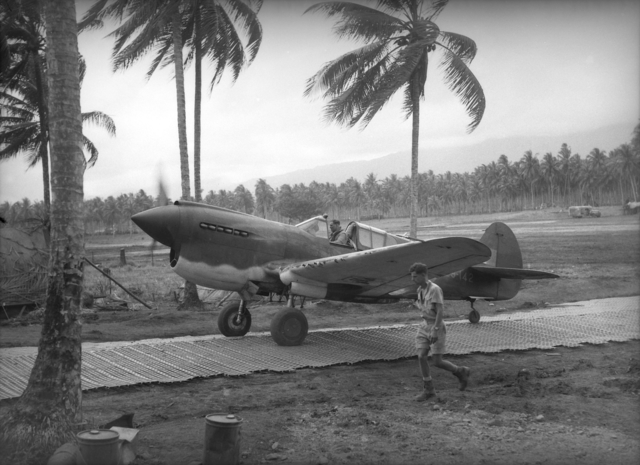
Un P-40E-1 del No. 76 Sq. RAAF in rullaggio a Milne Bay, in Nuova Guinea, nel settembre 1942.

### Australia
Il Kittyhawk fu il principale dei caccia impiegati dalla Royal Australian Air Force nella seconda guerra mondiale. Due squadriglie della RAAF inquadrate nella Desert Air Force operante in Nordafrica, il No. 3 e il No. 450 Squadron furono i primi reparti a ricevere il P-40. Molti australiani ottennero considerevoli successi a bordo di questo aereo: 18 piloti divennero assi e almeno cinque – abbattendo 10 o più nemici – raggiunsero lo status di "doppio asso": Clive Caldwell, Nicky Barr, John Waddy, Bob Whittle (con 11 abbattimenti ciascuno) e Bobby Gibbes (con 10 vittorie). Essi combatterono nei teatri del Nordafrica, del Medio Oriente e della Nuova Guinea.
Nicky Barr, come molti altri aviatori australiani, considerava il P-40 una macchina affidabile: "Il Kittyhawk divenne per me un amico. Era capace di tirarti fuori dai guai più spesso che no. Era un vero cavallo da battaglia".
Nel momento in cui la guerra in Nordafrica raggiungeva il massimo della sua intensità, la guerra nel Pacifico era nelle sue fasi iniziali e le unità della RAAF dislocate in Australia erano in grave difficoltà per la scarsa disponibilità di aerei da caccia. La produzione dello Spitfire era assorbita dalla guerra in Europa; il P-38 iniziava a venire collaudato, ma era difficile da ottenere; il P-51 non aveva ancora raggiunto i reparti operativi in nessun teatro, e l'inesperta industria aeronautica australiana era orientata verso gli aerei di grandi dimensioni. Destinati originariamente alla Far East Air Force statunitense nelle Filippine, ma dirottati verso l'Australia in seguito all'intensificarsi dell'attività navale giapponese, i P-40 dell'USAAF furono i primi caccia adatti al ruolo ad arrivare nelle file della RAAF in numeri consistenti. In Australia, il P-40 ottenne la designazione di A-29.
I Kittyhawk della RAAF giocarono un ruolo importante nel teatro del Pacifico sud-occidentale. Durante i primi anni della guerra del Pacifico combatterono sia come caccia puri sia come cacciabombardieri, capaci di sopportare danni notevoli e di trasportare 454 kg di bombe. Ad esempio il No. 75 e il No. 76 Squadron rivestirono un'importanza cruciale durante la battaglia di Milne Bay, in Nuova Guinea, contrastando l'aviazione giapponese e garantendo un efficace supporto aereo ravvicinato alla fanteria australiana, negando ai giapponesi il loro iniziale vantaggio.
Le unità della RAAF che fecero il più largo impiego del Kittyhawk nel Pacifico sud-occidentale furono i No. 75, 76, 77, 78, 80, 82, 84 e 86 Squadron, che operarono specialmente in Nuova Guinea e nel Borneo. Verso la fine del conflitto le squadriglie da caccia della RAAF cominciarono a passare al P-51D, ma il Kittyhawk rimase in servizio fino alla fine della guerra, ad esempio appunto nel Borneo. In totale la RAAF acquisì 841 Kittyhawk (senza contare gli esemplari ordinati per la RAF e pilotati da australiani nel Nordafrica): di essi, 163 erano P-40E, 42 P-40K, 90 P-40 M e 553 P-40N. Inoltre, la RAAF ordinò 67 apparecchi che vennero usati dal No. 120 (Netherlands East Indies) Squadron, un reparto congiunto australiano-olandese operante anch'esso nel Pacifico sud-occidentale. Il P-40 fu ritirato dal servizio presso la RAAF nel 1947.

### Nuova Zelanda
Alcuni reparti della RNZAF, la Royal New Zealand Air Force, oltre a diversi piloti neozelandesi inquadrati in altre forze aeree, volarono sul Curtiss P-40 nel Nordafrica; tra questi reparti, facenti capo alla Desert Air Force, c'era il 112 Squadron dell'asso Jerry Westenra.
Per quanto riguarda il teatro del Pacifico, invece, 301 P-40 vennero ceduti alla RNZAF nell'ambito degli accordi Lend-Lease, anche se quattro di essi andarono perduti durante il trasferimento. Questi aerei equipaggiarono i 14, 15, 16, 17, 18, 19 e 20 Squadron. Tra il 1942 e il 1944, i P-40 della forza aerea neozelandese conobbero un certo successo contro i giapponesi: i loro piloti ottennero 100 vittorie aeree perdendo 20 aeroplani.
Geoff Fisken, l'asso del Commonwealth con il più alto numero di vittorie nel Pacifico, volò sul P-40 con il 15 Squadron, anche se metà delle sue vittorie vennero ottenute volando sul Brewster Buffalo.
La maggior parte delle vittorie aeree dei P-40 della RNZAF vennero ottenute contro i caccia giapponesi, e in particolare il Mitsubishi A6M, meglio noto come "Zero"; tuttavia, si registrarono anche abbattimenti di bombardieri come l'Aichi D3A "Val". L'unico abbattimento confermata di un aereo bimotore (un Mitsubishi Ki-21 "Sally") spettò a Fisken nel luglio 1943.
Dalla fine del 1943 e per buona parte del 1944, i P-40 neozelandesi vennero usati sempre più spesso contro obiettivi terrestri, a volte impiegando cariche di profondità come bombe ad alto potenziale. Gli ultimi P-40 rimasti in prima linea vennero rimpiazzati dal Vought F4U Corsair nel 1944, e vennero relegati a compiti di addestramento avanzato.

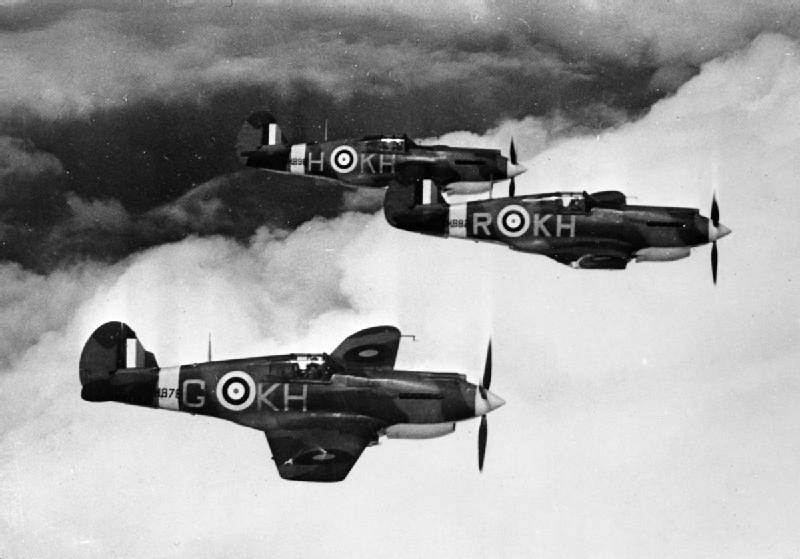
Tre Tomahawk del No. 403 Squadron della Royal Canadian Air Force in volo sopra l'Inghilterra nel luglio 1941. Dopo solo 29 missioni operative la squadriglia passò al Supermarine Spitfire Mk I.

### Canada
A metà del maggio 1940, all'aeroporto di Uplands, vicino a Ottawa, in Canada, un gruppo di ufficiali fu testimone di un ciclo di test comparativi che videro l'XP-40 contrapposto a uno Spitfire Mk I. Il comandante di stormo F. V. Beamish, un ufficiale della RAF, e il comandante di squadriglia E. A. McNab, della RCAF, compresero immediatamente che il P-40 non era un caccia buono quanto lo Spitfire, benché non fosse privo di qualche merito. Tuttavia in seguito (specialmente nel corso del biennio 1941-1942) lo Spitfire non sarebbe stato disponibile in quantità sufficienti per equipaggiare tutte le forze aeree del Commonwealth, e così dal 1941 in poi diversi reparti della Royal Canadian Air Force si ritrovarono a volare sul P-40, sia in patria che oltreoceano.
In totale, 11 squadriglie canadesi volarono sul P-40. 4 di esse furono dislocate oltreoceano (i No. 400, 403, 414 e 430 Squadron) e 7 rimasero in patria (i No. 14, 111, 118, 132, 133, 135 e 163 Squadron). I canadesi, come altri piloti del Commonwealth, combatterono anche con la RAF e con altre forze aeree oltre che con la RCAF (ad esempio in Nordafrica, nel Mediterraneo e nel Sud-est asiatico).
Il No. 403 Squadron RCAF, un'unità da caccia basata a Odilham, non lontano da Londra, impiegò per qualche tempo il Tomahawk prima di passare sullo Spitfire. Due squadriglie da supporto aereo ravvicinato (Army Co-operation), il No. 400 e il No. 414 Squadron, si addestrarono sul Tomahawk per poi venire riequipaggiate con il Mustang. Di queste, solo il No. 400 Squadron impiegò i suoi Tomahawk operativamente, conducendo una serie di bombardamenti e mitragliamenti sulla Francia occupata nel tardo 1941. Nel gennaio 1943, il No. 430 Squadron RCAF venne formato a Hartford Bridge, in Inghilterra, e si addestrò su dei Tomahawk Mk IIA (all'epoca ormai sostanzialmente obsoleti) e prima di cominciare le operazioni ricevette dei nuovi Mustang Mk I.
Per quanto riguarda l'impiego sul continente americano, all'inizio del 1945 alcuni piloti di P-40N del No. 133 Squadron canadese intercettarono tre palloni bomba giapponesi in volo sopra la Columbia Britannica; i tre palloni aerostatici senza equipaggio, armati di bombe incendiarie collegate a dei congegni a tempo con lo scopo di appiccare incendi sulle coste americane, vennero facilmente distrutti.

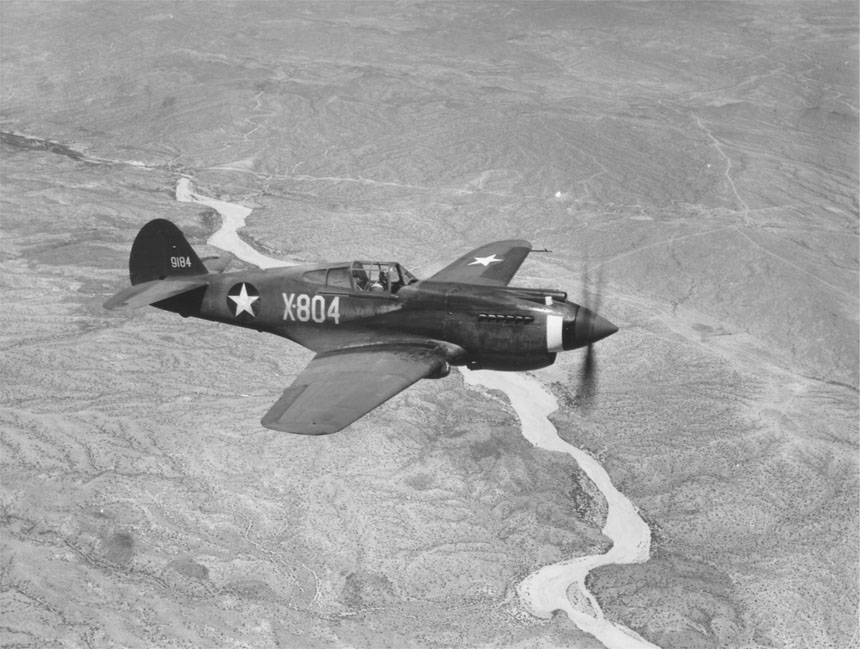
Un P-40B in volo.

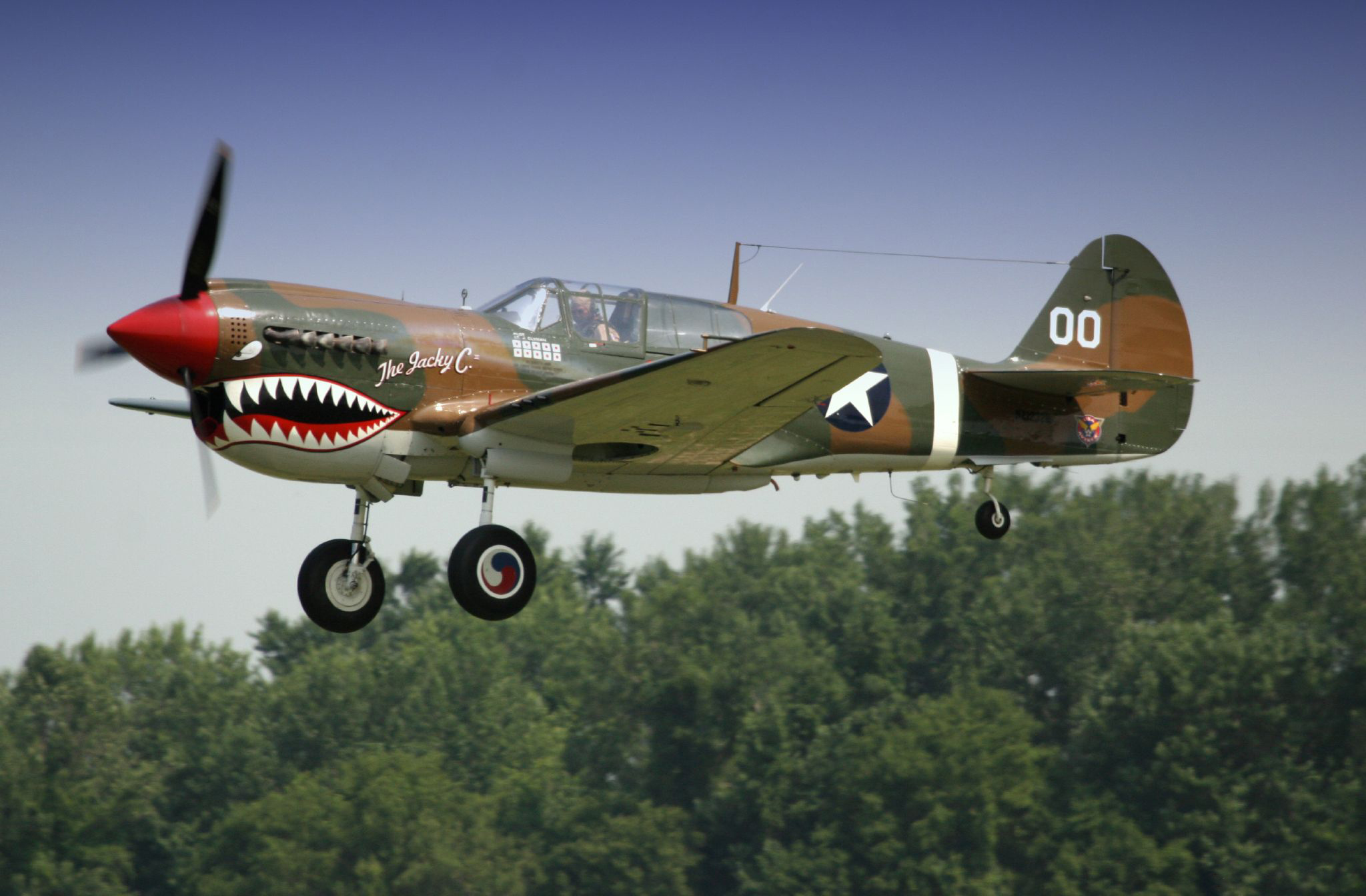
Un Curtiss P-40N Warhawk in volo durante l'Airshow di Geneseo nel 2006.

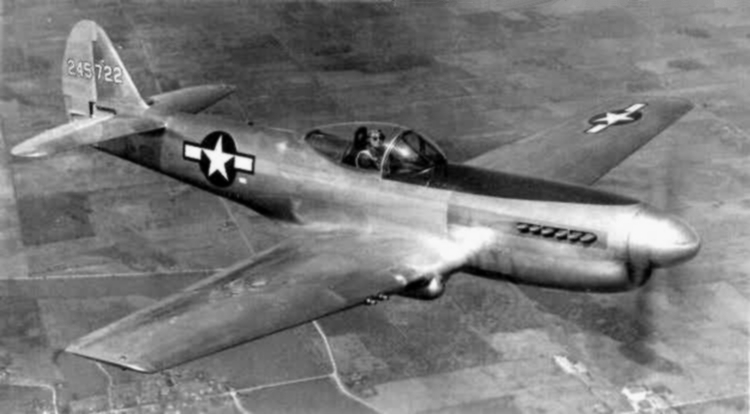
Il prototipo XP-40Q, notevolmente affinato dal punto di vista aerodinamico e dotato di un nuovo motore Allison e di una cappottina a goccia.

## Versioni

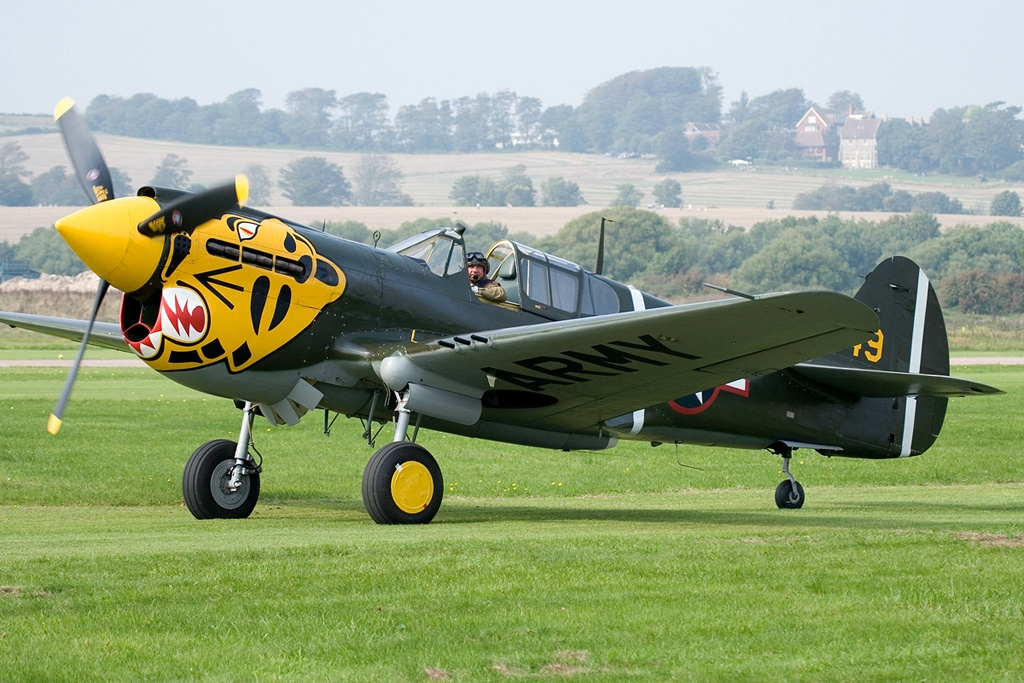
Un Curtiss P-40M Warhawk.

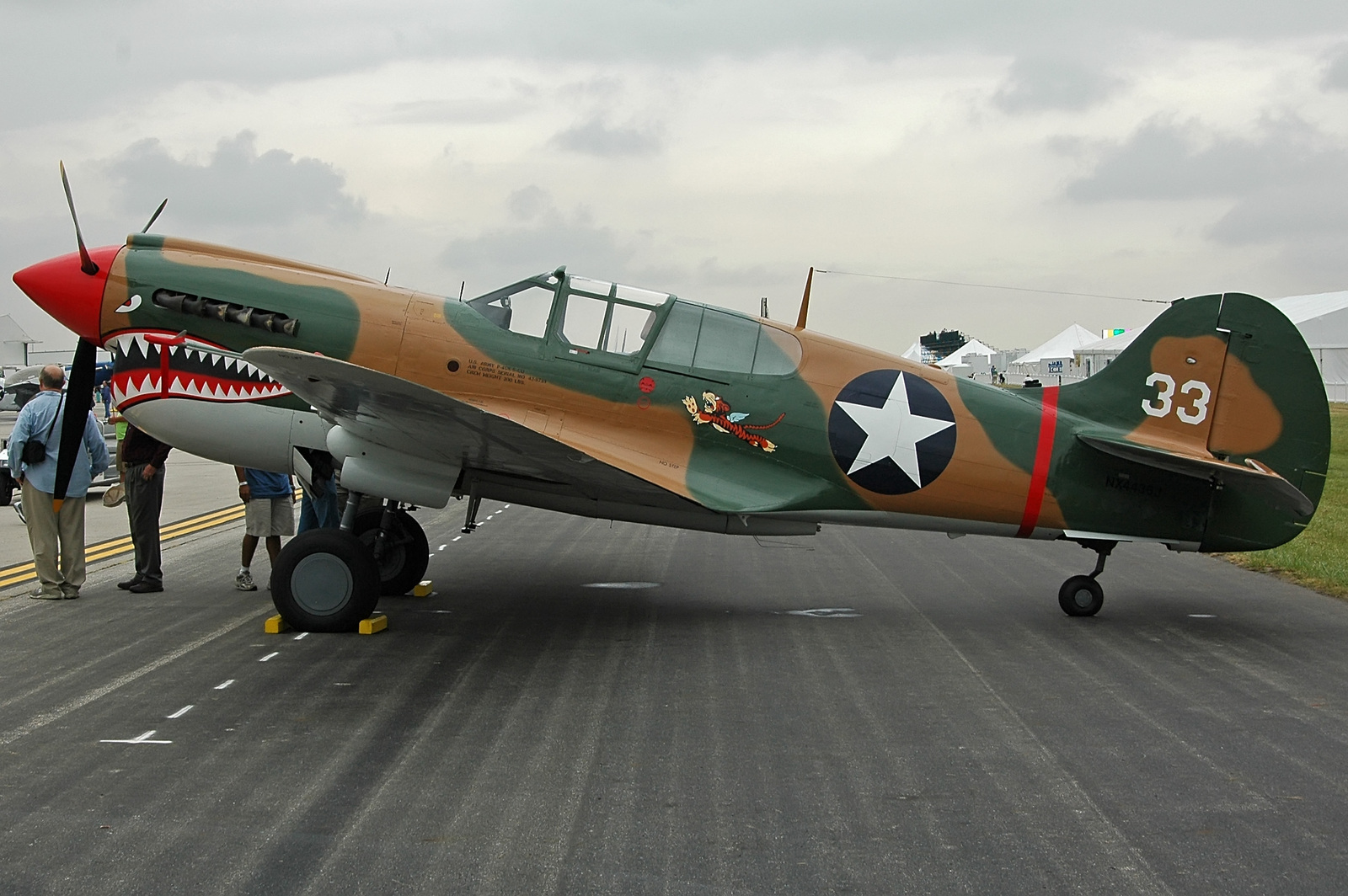
Un Curtiss P-40K.

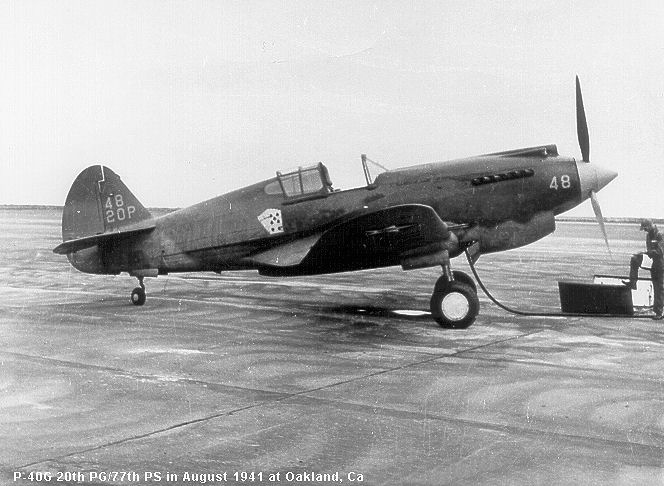
Un Curtiss P-40G.

Il P-40 fu, tra gli aerei alleati della seconda guerra mondiale, uno di quelli prodotti nel maggior numero di versioni. Esse furono talmente tante da confondere, in alcuni casi, gli stessi piloti alleati.
- XP-40 (matricola militare 38-010): prototipo caratterizzato dal radiatore collocato dietro l'ala. In seguito il radiatore venne spostato in avanti, sotto il muso, e varie altre modifiche furono apportate all'aereo nel corso dei collaudi: tra le altre cose, vennero cambiati il disegno degli scarichi del motore e la struttura del carrello[17].
- P-40 (nota come P-40A per l'esportazione, designata Tomahawk Mk I dai britannici): richiesto in 140 esemplari dalla Francia, venne usato dalla RAF per scopi di addestramento e attacco al suolo. Altri 200 esemplari vennero consegnati all'USAAC. Era armato di due mitragliatrici da 12,7 mm in fusoliera e di due da 7,7 mm alari[9].
- P-40B (Tomahawk Mk II): versione con armamento migliorato (altre due armi da 7,7 mm nelle ali) e blindatura appesantita (protezioni per il pilota e serbatoi autostagnanti). Venne consegnato in 131 esemplari all'USAAC e in 110 alla RAF[30].
- P-40C: ulteriore miglioria con serbatoi meglio corazzati. A causa del continuo aumento del peso complessivo, le prestazioni di queste prime serie (tutte dotate dell'Allison V-1710-33 da 1 054 CV) andarono peggiorando[9].
- P-40D (Kittyhawk Mk I): modello estesamente riprogettato, con fusoliera accorciata e radiatore ingrandito, dotato di un nuovo motore Allison V-1710-39 da 1 166 CV (capace, in emergenza, di erogare fino a 1 470 CV per 5 minuti). Il peso a vuoto aumentava a 2 816 kg e quello a pieno carico a ben 3 996 kg[5]. Le armi del muso sparivano, e venivano spostate nelle ali, portando l'armamento totale a quattro mitragliatrici da 12,7 mm, tutte alari. Volò per la prima volta nel maggio 1941, e ne furono prodotti 582 esemplari (di cui 560 entrarono in servizio presso la RAF)[9].
- P-40E (Kittyhawk Mk IA): versione appesantita con armamento portato a sei mitragliatrici da 12,7 mm. Prima variante prodotta in grande serie, ne furono realizzati 2 320 esemplari[12].
- P-40F (Kittyhawk Mk II): risultante dall'installazione su una cellula di P-40D di un nuovo motore (il Packard V-1650-1 da 1 318 CV, il Rolls-Royce Merlin prodotto su licenza negli USA), fu il primo Warhawk dotato di una motorizzazione veramente adeguata. Dotato di prestazioni notevolmente migliori dei tipi precedenti, fu costruito in soli 1 311 esemplari a causa della ridotta disponibilità del motore Merlin. Tutti gli esemplari di P-40F (tranne i primi 250) furono caratterizzati da una fusoliera circa 50 cm più lunga rispetto alle versioni precedenti; erano riconoscibili anche per l'assenza della presa d'aria del carburatore sopra il muso[9].
- P-40G: versione minore, prodotta in soli 45 esemplari, con armamento alleggerito (sei mitragliatrici da 7,7 mm) e ali costruite secondo specifiche della RAF[9].
- YP-40F e XP-40K, versioni sperimentali finalizzate a migliorare la finezza aerodinamica del progetto[8].
- P-40K (Kittyhawk MK III): ritorno al propulsore Allison (nella versione migliorata V-1710-73 da 1 373 CV). 1 300 macchine costruite, tutte con la fusoliera allungata del P-40F[8].
- P-40L: altra versione propulsa dal Merlin, con fusoliera allungata come il P-40F. Il peso complessivo era stato fortemente ridotto alleggerendo l'armamento (portato a quattro armi da 12,7 mm), eliminando parte delle corazzature e limitando il carico di combustibile. Per queste ragioni la versione fu soprannominata scherzosamente dagli equipaggi "Gypsy Rose Lee", come una famosa spogliarellista statunitense[9][58].
- P-40M (Kittyhawk Mk III): versione del tutto simile alla P-40K, da cui si differenziava solo per il motore (un Allison V-1710-81 da 1 217 CV). Quasi tutti i 600 esemplari prodotti (come anche buona parte dei P-40K) furono consegnati alla RAF e vennero impiegati anche dalle forze aeree del Commonwealth. Nonostante questa macchina avesse un motore meno potente, era alleggerita e la velocità ascensionale migliorava considerevolmente[8].
- P-40N: ultimo tipo importante e quello prodotto nel maggior numero di esemplari (5 219). Risultò inizialmente dall'unione del V-1710-81 da 1 217 CV con una cellula di P-40L/M alleggerita e dotata di un nuovo tipo di parabrezza. Le serie dalla N-1 alla N-10, armate di solo quattro mitragliatrici da 12,7 mm, furono tra le più leggere e veloci prodotte, ma in seguito (in particolare con le serie dalla N-15 alla N-40) il peso tornò ad aumentare e le prestazioni calarono nonostante l'adozione del V-1710-73 da 1 373 CV[8].
- XP-40Q: versione sperimentale, successiva al 1943, progettata con l'idea di rimandare l'inesorabile processo di invecchiamento che stava rendendo obsoleto il P-40. Era caratterizzata dalla struttura alleggerita (armamento composto da quattro armi da 12,7 mm), da un motore Allison V-1710-121 da ben 1 442 CV, da un'elica quadripala e da un tettuccio a goccia che garantiva al pilota un'eccellente visibilità in volo. Nel corso dei collaudi raggiunse i 679 km/h, ma non superò la fase sperimentale[8].

## Utilizzatori
Australia
- Royal Australian Air Force[8]

 Brasile
- Força Aérea Brasileira

 Canada
- Royal Canadian Air Force[8]

 Repubblica di Cina
- Chung-Hua Min-Kuo K'ung-Chün[8]

 Egitto
- Royal Egyptian Air Force

 Finlandia
- Suomen ilmavoimat

 Francia
- Forces aériennes françaises libres[8]

 Indonesia
- Tentara Nasional Indonesia Angkatan Udara

 Giappone
- Dai-Nippon Teikoku Rikugun Kōkū Hombu (esemplari catturati agli Stati Uniti[59])

 Indie orientali olandesi
- Militaire Luchtvaart van het Koninklijk Nederlandsch-Indisch Leger[8]

 Nuova Zelanda
- Royal New Zealand Air Force[8]

 Polonia
 Sudafrica
- South African Air Force[8]

 Unione Sovietica
- Voenno-vozdušnye sily SSSR[8]
- Aviacija Voenno-Morskogo Flota

 Turchia
- Hava Müsteşarlığı

 Regno Unito
- Royal Air Force[8]

 Stati Uniti
- United States Army Air Corps
- United States Army Air Forces[8]

## Cultura di massa
- In ambito cinematografico, nel 1942 Hollywood dedicò il film I falchi di Rangoon (protagonista John Wayne) alle imprese delle Tigri Volanti al servizio del governo della Cina Nazionalista contro gli invasori giapponesi; nel 1979 un P-40K pilotato da John Belushi compariva nel film 1941: Allarme a Hollywood[60].
- Compare nel film del 2001 Pearl Harbor di Michael Bay, nel film del 2012 Red Tails di Anthony Hemingway e nel film del 2018 The Bombing - La battaglia di Chongqing con Bruce Willis regia di Xiao Feng.

## Note

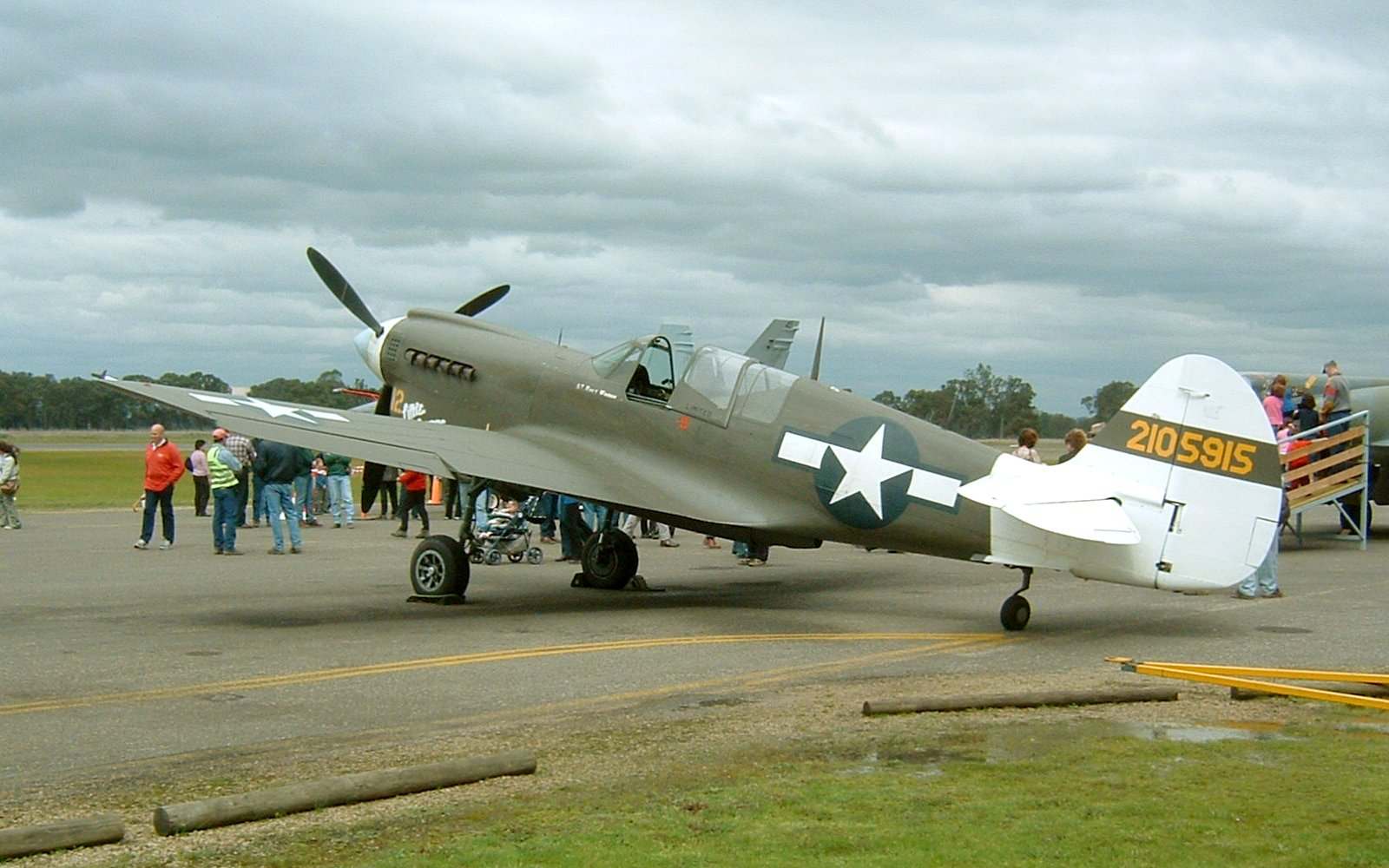
Il Curtiss P-40N Little Jeanne, ancora in condizioni di volo, fotografato nel 2005.

### Testi in italiano
- Bill Gunston, Aerei della 2ª Guerra Mondiale, Milano, Alberto Peruzzo Editore, 1984.
- Jeffrey Ethell, Aerei della II Guerra Mondiale, A. Vallardi/Collins Jane's, 1996, ISBN 88-11-94026-5.
- Paolo Matricardi, Aerei militari: Caccia e ricognitori, Milano, Mondadori Electa, 2006,  pp. vol. 1.
- G. Dicorato, G. Bignozzi, B. Catalanotto, C. Falessi, Storia dell'Aviazione, Milano, Fratelli Fabbri Editori, 1973.
- R.G. Grant, (ed. italiana a cura di R. Niccoli), Il volo – 100 anni di aviazione, Novara, DeAgostini, 2003, ISBN 88-418-0951-5.
- AA. VV., Aerei di tutto il mondo – civili e militari, Novara, DeAgostini, 2007, ISBN 88-415-9655-4.

### Testi in inglese
- (EN) Enzo Angelucci, Paolo Matricardi, World Aircraft: World War II, Maidenhead (UK), Sampson Low, 1978,  pp. vol. 2, ISBN 0-562-00096-8.
- (EN) Robert Snedden, World War II Combat Aircraft, Bristol, Factfinders Parragon, 1997, ISBN 0-7525-1684-1.
- (EN) Carl Molesworth, P-40 Warhawk Aces of the CBI (Osprey Aircraft of the Aces No. 35), Oxford (UK), Osprey Publishing, 2000, ISBN 1-84176-079-X.
- (EN) Carl Molesworth, P-40 Warhawk Aces of the MTO (Osprey Aircraft of the Aces No. 43), Londra, Osprey Publishing, 2002, ISBN 1-84176-288-1.
- (EN) Carl Molesworth, P-40 Warhawk Aces of the Pacific (Osprey Aircraft of the Aces), Londra, Osprey Publishing, 2003, ISBN 1-84176-536-8.
- (EN) Daniel Ford, Flying Tigers: Claire Chennault and His American Volunteers, 1941-1942, Washington, D.C., HarperCollins-Smithsonian Books, 2007,  p. 30-34, ISBN 0-06-124655-7.
- (EN) Artem Drabkin, The Red Air Force at War: Barbarossa and the Retreat to Moscow – Recollections of Fighter Pilots on the Eastern Front, Barnsley, South Yorkshire (UK), Pen & Sword Military, 2007, ISBN 1-84415-563-3.
- (EN) Yefim Gordon, Soviet Air Power in World War 2, Hinkley (UK), Midland Ian Allan Publishing, 2008, ISBN 978-1-85780-304-4.
- (EN) Justin D. Murphy, Matthew A. McNiece, Military aircraft, 1919-1945: An Illustrated History of their Impact, Santa Barbara, California, ABC-CLIO, 2009, ISBN 978-1-85109-498-1.

### Testi in francese
- (FR) AA.VV., L'atlas des avions de la deuxième guerre mondiale, Editions Atlas, 2005, ISBN 978-2-7234-3653-3.

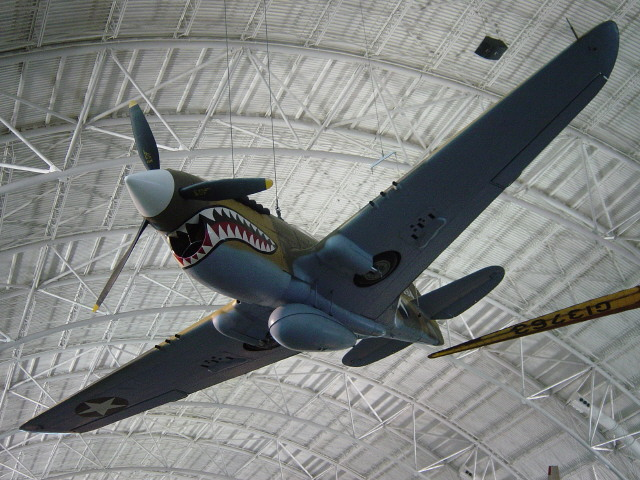
Un P-40 conservato al National Air and Space Museum di Washington.